# KNVB Beker 2012/13 (mannen)
De KNVB Beker 2012/13 is de 95ste editie van de KNVB Beker. De finale van deze editie werd gespeeld na de 33e speelronde van de Eredivisie op 9 mei 2013 in De Kuip te Rotterdam. De titel werd gewonnen door AZ, dat titelverdediger PSV in de finale versloeg.

## Speeldata
| Ronde           | speeldata                         |
| --------------- | --------------------------------- |
| Eerste ronde    | 21 en 22 augustus 2012            |
| Tweede ronde    | 25, 26 en 27 september 2012       |
| Derde ronde     | 30, 31 oktober en 1 november 2012 |
| Achtste finales | 18, 19 en 20 december 2012        |
| Kwartfinales    | 29, 30 en 31 januari 2013         |
| Halve finales   | 27 februari 2013                  |
| Finale          | 9 mei 2013                        |

## Deelnemers
Er namen dit seizoen 92 clubteams deel. De 18 clubs uit de Eredivisie en de 18 clubs uit de Eerste Divisie waren automatisch geplaatst voor het toernooi. Zij hadden vrije doorgang naar de tweede ronde.
| Competitie     | Clubs           | Clubs           | Clubs             | Clubs            |
| -------------- | --------------- | --------------- | ----------------- | ---------------- |
| Eredivisie     | ADO Den Haag    | PSV             | N.E.C.            | FC Utrecht       |
| Eredivisie     | Ajax            | sc Heerenveen   | RKC Waalwijk      | VVV-Venlo        |
| Eredivisie     | AZ              | Heracles Almelo | Roda JC Kerkrade  | Vitesse          |
| Eredivisie     | Feyenoord       | NAC Breda       | FC Twente         | Willem II        |
| Eredivisie     | FC Groningen    | PEC Zwolle      |                   |                  |
| Eerste divisie | AGOVV Apeldoorn | FC Eindhoven    | De Graafschap     | Sparta Rotterdam |
| Eerste divisie | Almere City FC  | FC Emmen        | Helmond Sport     | Telstar          |
| Eerste divisie | SC Cambuur      | Excelsior       | MVV Maastricht    | SC Veendam       |
| Eerste divisie | FC Den Bosch    | Fortuna Sittard | FC Oss            | FC Volendam      |
| Eerste divisie | FC Dordrecht    | Go Ahead Eagles |                   |                  |
| Topklasse      | Achilles '29    | Gemert          | HSC '21           | Noordwijk        |
| Topklasse      | ADO '20         | Excelsior '31   | IJsselmeervogels  | Rijnsburgse Boys |
| Topklasse      | AFC             | SC Genemuiden   | CVV De Jodan Boys | Scheveningen     |
| Topklasse      | Barendrecht     | GVVV            | JVC Cuijk         | Sneek Wit Zwart  |
| Topklasse      | Capelle         | Haaglandia      | Katwijk           | Spakenburg       |
| Topklasse      | FC Chabab       | HBS             | Kozakken Boys     | De Treffers      |
| Topklasse      | DETO            | HHC Hardenberg  | FC Lienden        | VVSB             |
| Topklasse      | EVV             | Hollandia       | FC Lisse          | WKE              |
| Hoofdklasse    | Alcides         | Groene Ster     | ONS Sneek         | UNA              |
| Hoofdklasse    | SV Argon        | Hoogeveen       | RKHVV             | VVOG             |
| Hoofdklasse    | DVS '33         | Kloetinge       | RVVH              | XerxesDZB        |
| Hoofdklasse    | EHC             | Leonides        | Sparta Nijkerk    | VV De Zouaven    |
| Hoofdklasse    | SC Feyenoord    | Montfoort       | Staphorst         |                  |
| Tweede Klasse  | RKVV DESO       | Internos        | NVC               | Unitas           |
| Derde Klasse   | Sittard         |                 |                   |                  |

### Legenda
| Kleur | Resultaat                       |
| ----- | ------------------------------- |
|       | Winnaar                         |
|       | Uitgeschakeld in finale         |
|       | Uitgeschakeld in halve finale   |
|       | Uitgeschakeld in kwart finale   |
|       | Uitgeschakeld in achtste finale |
|       | Uitgeschakeld in derde ronde    |
|       | Uitgeschakeld in tweede ronde   |
|       | Uitgeschakeld in eerste ronde   |

## Wedstrijden

### 1e ronde
De eerste ronde bestond enkel uit amateurverenigingen en werd gespeeld op 21 en 22 augustus 2012. De loting werd op 5 juli 2012 verricht door Erik Pieters en was live te volgen op het YouTube-kanaal van de KNVB.
|                        | |               |                                      |                                                                                               |
| 21 augustus 2012 20:00 | IJsselmeervogels                                                                                                   | 6 – 2 (2 – 1) | SV Argon                             | Stadion: Sportpark De Westmaat, Spakenburg Toeschouwers: 1.000 Scheidsrechter: Ingmar Oostrom |
| 21 augustus 2012 20:00 | Bennie van Noord 19' Arnoud van Toor 27' Jasmin Ramic 53' Bennie van Noord 75' Joey Snijders 85' Joey Snijders 89' |               | 44' Wilco Krimp 56' Lorenzo Lassooij | Stadion: Sportpark De Westmaat, Spakenburg Toeschouwers: 1.000 Scheidsrechter: Ingmar Oostrom |
| 21 augustus 2012 20:00 | |               |                                      | Stadion: Sportpark De Westmaat, Spakenburg Toeschouwers: 1.000 Scheidsrechter: Ingmar Oostrom |
| 21 augustus 2012 20:00 | |               |                                      | Stadion: Sportpark De Westmaat, Spakenburg Toeschouwers: 1.000 Scheidsrechter: Ingmar Oostrom |
|                        | |               |                                      |                                                                                               |

|                        |                                                         |                            |                                   |                                                                                              |
| 22 augustus 2012 20:00 | ADO '20                                                 | 3 – 2 n.v. (2 – 2) (1 – 0) | Katwijk                           | Stadion: Sportpark De Vlotter, Heemskerk Toeschouwers: 750 Scheidsrechter: Killy Mandemakers |
| 22 augustus 2012 20:00 | Edwin Dekkers 37' Rick Neele 62' Sem van Amersfoort 97' |                            | 73' Jeffrey Dekker 88' Bob Koning | Stadion: Sportpark De Vlotter, Heemskerk Toeschouwers: 750 Scheidsrechter: Killy Mandemakers |
| 22 augustus 2012 20:00 |                                                         |                            |                                   | Stadion: Sportpark De Vlotter, Heemskerk Toeschouwers: 750 Scheidsrechter: Killy Mandemakers |
| 22 augustus 2012 20:00 |                                                         |                            |                                   | Stadion: Sportpark De Vlotter, Heemskerk Toeschouwers: 750 Scheidsrechter: Killy Mandemakers |
|                        |                                                         |                            |                                   |                                                                                              |

|                        |                                                               |               |        | |
| 22 augustus 2012 18:00 | Capelle                                                       | 3 – 0 (3 – 0) | Unitas | Stadion: Sportpark ‘t Slot, Capelle aan den IJssel Toeschouwers: 400 Scheidsrechter: Marco Ritmeester |
| 22 augustus 2012 18:00 | Peter de Lange 28' Michel van Guldener 32' Peter de Lange 35' |               |        | Stadion: Sportpark ‘t Slot, Capelle aan den IJssel Toeschouwers: 400 Scheidsrechter: Marco Ritmeester |
| 22 augustus 2012 18:00 |                                                               |               |        | Stadion: Sportpark ‘t Slot, Capelle aan den IJssel Toeschouwers: 400 Scheidsrechter: Marco Ritmeester |
| 22 augustus 2012 18:00 |                                                               |               |        | Stadion: Sportpark ‘t Slot, Capelle aan den IJssel Toeschouwers: 400 Scheidsrechter: Marco Ritmeester |
|                        |                                                               |               |        | |

|                        |                  |               |                                         |                                                                                           |
| 22 augustus 2012 20:00 | FC Chabab        | 1 – 2 (0 – 1) | RVVH                                    | Stadion: Sportpark Riekerhaven, Amsterdam Toeschouwers: 100 Scheidsrechter: Ron Karremans |
| 22 augustus 2012 20:00 | Rabie Frindi 48' |               | 18' Guido Luiten 62' Vinicius Bongaertz | Stadion: Sportpark Riekerhaven, Amsterdam Toeschouwers: 100 Scheidsrechter: Ron Karremans |
| 22 augustus 2012 20:00 |                  |               |                                         | Stadion: Sportpark Riekerhaven, Amsterdam Toeschouwers: 100 Scheidsrechter: Ron Karremans |
| 22 augustus 2012 20:00 |                  |               |                                         | Stadion: Sportpark Riekerhaven, Amsterdam Toeschouwers: 100 Scheidsrechter: Ron Karremans |
|                        |                  |               |                                         |                                                                                           |

|                        |         |                        |     |                                                                                          |
| 22 augustus 2012 20:00 | DVS '33 | 0 – 1 (0 – 1)          | AFC | Stadion: Sportpark DVS '33, Ermelo Toeschouwers: 400 Scheidsrechter: Bart van der Scheer |
| 22 augustus 2012 20:00 |         | 23' (pen) Magid Jansen |     | Stadion: Sportpark DVS '33, Ermelo Toeschouwers: 400 Scheidsrechter: Bart van der Scheer |
| 22 augustus 2012 20:00 |         |                        |     | Stadion: Sportpark DVS '33, Ermelo Toeschouwers: 400 Scheidsrechter: Bart van der Scheer |
| 22 augustus 2012 20:00 |         |                        |     | Stadion: Sportpark DVS '33, Ermelo Toeschouwers: 400 Scheidsrechter: Bart van der Scheer |
|                        |         |                        |     |                                                                                          |

|                        |                                                                              |               |                                       |                                                                                        |
| 22 augustus 2012 20:00 | EHC/Heuts                                                                    | 4 – 1 (2 – 0) | SC Genemuiden                         | Stadion: Sportpark De Dem, Hoensbroek Toeschouwers: 400 Scheidsrechter: Vivian Peeters |
| 22 augustus 2012 20:00 | Peter-Jan Erkens 38' Bastian Weiser 44' Peter-Jan Erkens 63' Randy Grens 90' |               | 73' Albert Flier 90' Sijmon Eenkhoorn | Stadion: Sportpark De Dem, Hoensbroek Toeschouwers: 400 Scheidsrechter: Vivian Peeters |
| 22 augustus 2012 20:00 |                                                                              |               |                                       | Stadion: Sportpark De Dem, Hoensbroek Toeschouwers: 400 Scheidsrechter: Vivian Peeters |
| 22 augustus 2012 20:00 |                                                                              |               |                                       | Stadion: Sportpark De Dem, Hoensbroek Toeschouwers: 400 Scheidsrechter: Vivian Peeters |
|                        |                                                                              |               |                                       |                                                                                        |

|                        |                             |                            |                                                              |                                                                                        |
| 22 augustus 2012 18:00 | Excelsior '31               | 2 – 3 n.v. (2 – 2) (2 – 0) | FC Lienden                                                   | Stadion: Sportpark De Koerbelt, Rijssen Toeschouwers: 800 Scheidsrechter: Martin Pérez |
| 22 augustus 2012 18:00 | Cenk Uguz 29' Cenk Uguz 41' |                            | 73' Romano Denneboom 80' Salim Amerzgiou 96' Mohammed Ajiach | Stadion: Sportpark De Koerbelt, Rijssen Toeschouwers: 800 Scheidsrechter: Martin Pérez |
| 22 augustus 2012 18:00 |                             |                            |                                                              | Stadion: Sportpark De Koerbelt, Rijssen Toeschouwers: 800 Scheidsrechter: Martin Pérez |
| 22 augustus 2012 18:00 |                             |                            |                                                              | Stadion: Sportpark De Koerbelt, Rijssen Toeschouwers: 800 Scheidsrechter: Martin Pérez |
|                        |                             |                            |                                                              |                                                                                        |

|                        |              |                                     |           |                                                                                           |
| 22 augustus 2012 20:00 | SC Feyenoord | 0 – 2 n.v.                          | Hollandia | Stadion: Sportcomplex Varkenoord, Rotterdam Toeschouwers: 200 Scheidsrechter: Erwin Blank |
| 22 augustus 2012 20:00 |              | 98' Don Juan Day 117' Kalvin Robert |           | Stadion: Sportcomplex Varkenoord, Rotterdam Toeschouwers: 200 Scheidsrechter: Erwin Blank |
| 22 augustus 2012 20:00 |              |                                     |           | Stadion: Sportcomplex Varkenoord, Rotterdam Toeschouwers: 200 Scheidsrechter: Erwin Blank |
| 22 augustus 2012 20:00 |              |                                     |           | Stadion: Sportcomplex Varkenoord, Rotterdam Toeschouwers: 200 Scheidsrechter: Erwin Blank |
|                        |              |                                     |           |                                                                                           |

|                        |                                               |               |                                       |                                                                                             |
| 22 augustus 2012 20:00 | Gemert                                        | 2 – 1 (0 – 1) | VVSB                                  | Stadion: Sportpark Molenbroek, Gemert Toeschouwers: 900 Scheidsrechter: Ruud van der Wielen |
| 22 augustus 2012 20:00 | Ronald van Herpen (pen) 70' Mark van Dijk 90' |               | 43' Thabiso van Zeijl 90' Jordy Zwart | Stadion: Sportpark Molenbroek, Gemert Toeschouwers: 900 Scheidsrechter: Ruud van der Wielen |
| 22 augustus 2012 20:00 |                                               |               |                                       | Stadion: Sportpark Molenbroek, Gemert Toeschouwers: 900 Scheidsrechter: Ruud van der Wielen |
| 22 augustus 2012 20:00 |                                               |               |                                       | Stadion: Sportpark Molenbroek, Gemert Toeschouwers: 900 Scheidsrechter: Ruud van der Wielen |
|                        |                                               |               |                                       |                                                                                             |

|                        |                                                                                     |               |             |                                                                                       |
| 22 augustus 2012 20:00 | GVVV                                                                                | 4 – 0 (2 – 0) | Groene Ster | Stadion: Sportpark Panhuis, Veenendaal Toeschouwers: 600 Scheidsrechter: Stijn Berben |
| 22 augustus 2012 20:00 | Karim Elkaddouri 10' Maurice van der Wilt 20' Tonnie Cusell 53' Roy Terschegget 69' |               |             | Stadion: Sportpark Panhuis, Veenendaal Toeschouwers: 600 Scheidsrechter: Stijn Berben |
| 22 augustus 2012 20:00 |                                                                                     |               |             | Stadion: Sportpark Panhuis, Veenendaal Toeschouwers: 600 Scheidsrechter: Stijn Berben |
| 22 augustus 2012 20:00 |                                                                                     |               |             | Stadion: Sportpark Panhuis, Veenendaal Toeschouwers: 600 Scheidsrechter: Stijn Berben |
|                        |                                                                                     |               |             |                                                                                       |

|                        |                                                       |               |                                         |                                                                                         |
| 22 augustus 2012 18:00 | HBS                                                   | 3 – 2 (1 – 1) | HHC Hardenberg                          | Stadion: Sportpark Craeyenhout, Den Haag Toeschouwers: 500 Scheidsrechter: Louis Duarte |
| 22 augustus 2012 18:00 | Remco Klaasse 8' Mike de Geer 52' Tjeerd Westdijk 90' |               | 20' Sargon Gouriye 87' Hielke Penterman | Stadion: Sportpark Craeyenhout, Den Haag Toeschouwers: 500 Scheidsrechter: Louis Duarte |
| 22 augustus 2012 18:00 |                                                       |               |                                         | Stadion: Sportpark Craeyenhout, Den Haag Toeschouwers: 500 Scheidsrechter: Louis Duarte |
| 22 augustus 2012 18:00 |                                                       |               |                                         | Stadion: Sportpark Craeyenhout, Den Haag Toeschouwers: 500 Scheidsrechter: Louis Duarte |
|                        |                                                       |               |                                         |                                                                                         |

|                        |                    |               |                                                                |                                                                                           |
| 22 augustus 2012 19:30 | Hoogeveen          | 1 – 3 (0 – 2) | DESO/Van Der Horst                                             | Stadion: Sportpark Bentinckspark, Hoogeveen Toeschouwers: 350 Scheidsrechter: Derya Serik |
| 22 augustus 2012 19:30 | Theo Hoogeveen 89' |               | 40' Roy Vissers 45' Richard van der Venne 71' Ricky van Orsouw | Stadion: Sportpark Bentinckspark, Hoogeveen Toeschouwers: 350 Scheidsrechter: Derya Serik |
| 22 augustus 2012 19:30 |                    |               |                                                                | Stadion: Sportpark Bentinckspark, Hoogeveen Toeschouwers: 350 Scheidsrechter: Derya Serik |
| 22 augustus 2012 19:30 |                    |               |                                                                | Stadion: Sportpark Bentinckspark, Hoogeveen Toeschouwers: 350 Scheidsrechter: Derya Serik |
|                        |                    |               |                                                                |                                                                                           |

|                        |                   |               |                                                                                                 | |
| 22 augustus 2012 20:00 | Internos          | 0 – 5 (0 – 2) | ONS/Boso Sneek                                                                                  | Stadion: Sportpark De Hooge Neerstraat, Etten-Leur Toeschouwers: 500 Scheidsrechter: Maarten Dubbeld |
| 22 augustus 2012 20:00 | Michel Struis 37' |               | 35' Sandor van der Heide 39' Sandor van der Heide 47' Arnold Herder 56' Rudy Mann 85' Rudy Mann | Stadion: Sportpark De Hooge Neerstraat, Etten-Leur Toeschouwers: 500 Scheidsrechter: Maarten Dubbeld |
| 22 augustus 2012 20:00 |                   |               |                                                                                                 | Stadion: Sportpark De Hooge Neerstraat, Etten-Leur Toeschouwers: 500 Scheidsrechter: Maarten Dubbeld |
| 22 augustus 2012 20:00 |                   |               |                                                                                                 | Stadion: Sportpark De Hooge Neerstraat, Etten-Leur Toeschouwers: 500 Scheidsrechter: Maarten Dubbeld |
|                        |                   |               |                                                                                                 | |

|                        |                                                                                |                                        |                                                          |                                                                                                   |
| 22 augustus 2012 20:00 | JVC Cuijk                                                                      | 3 – 3 n.v. (3 – 3) (0 – 2) (5 – 4 pen) | Barendrecht                                              | Stadion: Sportpark De Groenendijkse Kampen, Cuijk Toeschouwers: 500 Scheidsrechter: Roelof Luinge |
| 22 augustus 2012 20:00 | Abdeslam Assouiki 64' Sam Wassenberg 69' Dennis Schouten 74' Jorrit Ritzen 85' |                                        | 26' Marwin Richard 39' Laurens Visser 56' Laurens Visser | Stadion: Sportpark De Groenendijkse Kampen, Cuijk Toeschouwers: 500 Scheidsrechter: Roelof Luinge |
| 22 augustus 2012 20:00 |                                                                                |                                        |                                                          | Stadion: Sportpark De Groenendijkse Kampen, Cuijk Toeschouwers: 500 Scheidsrechter: Roelof Luinge |
| 22 augustus 2012 20:00 |                                                                                |                                        |                                                          | Stadion: Sportpark De Groenendijkse Kampen, Cuijk Toeschouwers: 500 Scheidsrechter: Roelof Luinge |
|                        |                                                                                |                                        |                                                          |                                                                                                   |

|                        |                                                  |               |                     |                                                                                              |
| 22 augustus 2012 18:00 | Kloetinge                                        | 3 – 1 (1 – 0) | EVV                 | Stadion: Sportpark Wesselopark, Kloetinge Toeschouwers: 250 Scheidsrechter: Ron van den Berg |
| 22 augustus 2012 18:00 | John Schot 10' Mats Willemse 77' Bart Deprez 90' |               | 61' Stan Rullenraad | Stadion: Sportpark Wesselopark, Kloetinge Toeschouwers: 250 Scheidsrechter: Ron van den Berg |
| 22 augustus 2012 18:00 |                                                  |               |                     | Stadion: Sportpark Wesselopark, Kloetinge Toeschouwers: 250 Scheidsrechter: Ron van den Berg |
| 22 augustus 2012 18:00 |                                                  |               |                     | Stadion: Sportpark Wesselopark, Kloetinge Toeschouwers: 250 Scheidsrechter: Ron van den Berg |
|                        |                                                  |               |                     |                                                                                              |

|                        | |               |                     |                                                                                          |
| 22 augustus 2012 20:00 | Kozakken Boys                                                                                                | 5 – 0 (3 – 0) | Alcides             | Stadion: Sportpark de Zwaaier, Werkendam Toeschouwers: 800 Scheidsrechter: Barry Weijers |
| 22 augustus 2012 20:00 | Sjoerd van der Waal 21' Sjoerd van der Waal 29' Sjoerd van der Waal 39' Richie Basoski 65' Gwaeron Stout 67' |               | 58' Winfried Tromop | Stadion: Sportpark de Zwaaier, Werkendam Toeschouwers: 800 Scheidsrechter: Barry Weijers |
| 22 augustus 2012 20:00 | |               |                     | Stadion: Sportpark de Zwaaier, Werkendam Toeschouwers: 800 Scheidsrechter: Barry Weijers |
| 22 augustus 2012 20:00 | |               |                     | Stadion: Sportpark de Zwaaier, Werkendam Toeschouwers: 800 Scheidsrechter: Barry Weijers |
|                        | |               |                     |                                                                                          |

|                        |                                                                            |               |                                      |                                                                                   |
| 22 augustus 2012 20:00 | FC Lisse                                                                   | 4 – 2 (1 – 1) | RKHVV                                | Stadion: Sportpark Ter Specke, Lisse Toeschouwers: 300 Scheidsrechter: Rob Souwen |
| 22 augustus 2012 20:00 | Danny van den Berg 20' Koen Fokkema 70' Roel de Goede 78' Hanne Hagary 82' |               | 45' Leon Pruis 65' (pen) Jaap Davids | Stadion: Sportpark Ter Specke, Lisse Toeschouwers: 300 Scheidsrechter: Rob Souwen |
| 22 augustus 2012 20:00 |                                                                            |               |                                      | Stadion: Sportpark Ter Specke, Lisse Toeschouwers: 300 Scheidsrechter: Rob Souwen |
| 22 augustus 2012 20:00 |                                                                            |               |                                      | Stadion: Sportpark Ter Specke, Lisse Toeschouwers: 300 Scheidsrechter: Rob Souwen |
|                        |                                                                            |               |                                      |                                                                                   |

|                        |                                                                     |               |                  |                                                                                               |
| 22 augustus 2012 19:00 | Noordwijk                                                           | 4 – 1 (3 – 0) | Sittard          | Stadion: Sportpark Duinwetering, Noordwijk Toeschouwers: 400 Scheidsrechter: Jeroen Spinhoven |
| 22 augustus 2012 19:00 | Kees Tol 28' Bram Meurs (pen) 41' Bram Meurs (pen) 44' Kees Tol 57' |               | 64' Rik de Hoogh | Stadion: Sportpark Duinwetering, Noordwijk Toeschouwers: 400 Scheidsrechter: Jeroen Spinhoven |
| 22 augustus 2012 19:00 |                                                                     |               |                  | Stadion: Sportpark Duinwetering, Noordwijk Toeschouwers: 400 Scheidsrechter: Jeroen Spinhoven |
| 22 augustus 2012 19:00 |                                                                     |               |                  | Stadion: Sportpark Duinwetering, Noordwijk Toeschouwers: 400 Scheidsrechter: Jeroen Spinhoven |
|                        |                                                                     |               |                  |                                                                                               |

|                        |                                    |               |                   |                                                                                          |
| 22 augustus 2012 18:00 | Rijnsburgse Boys                   | 2 – 1 (1 – 1) | HSC '21           | Stadion: Sportpark Middelmors, Rijnsburg Toeschouwers: 300 Scheidsrechter: Lorenzo Cairo |
| 22 augustus 2012 18:00 | Pepijn Kluin 33' Resham Sardar 75' |               | 40' Sven Weustink | Stadion: Sportpark Middelmors, Rijnsburg Toeschouwers: 300 Scheidsrechter: Lorenzo Cairo |
| 22 augustus 2012 18:00 |                                    |               |                   | Stadion: Sportpark Middelmors, Rijnsburg Toeschouwers: 300 Scheidsrechter: Lorenzo Cairo |
| 22 augustus 2012 18:00 |                                    |               |                   | Stadion: Sportpark Middelmors, Rijnsburg Toeschouwers: 300 Scheidsrechter: Lorenzo Cairo |
|                        |                                    |               |                   |                                                                                          |

|                        |                    |               |                                                                                    |                                                                                                   |
| 22 augustus 2012 20:00 | Spakenburg         | 0 – 4 (0 – 3) | Achilles '29                                                                       | Stadion: Sportpark De Westmaat, Spakenburg Toeschouwers: 1.900 Scheidsrechter: Mike van der Roest |
| 22 augustus 2012 20:00 | Michael Jansen 45' |               | 7' Ivo Rigter 26' Daniël van Straaten 45' (pen) Daniël van Straaten 89' Ivo Rigter | Stadion: Sportpark De Westmaat, Spakenburg Toeschouwers: 1.900 Scheidsrechter: Mike van der Roest |
| 22 augustus 2012 20:00 |                    |               |                                                                                    | Stadion: Sportpark De Westmaat, Spakenburg Toeschouwers: 1.900 Scheidsrechter: Mike van der Roest |
| 22 augustus 2012 20:00 |                    |               |                                                                                    | Stadion: Sportpark De Westmaat, Spakenburg Toeschouwers: 1.900 Scheidsrechter: Mike van der Roest |
|                        |                    |               |                                                                                    |                                                                                                   |

|                        |                                                                  |               |                                       |                                                                                               |
| 22 augustus 2012 20:00 | Sparta Nijkerk                                                   | 3 – 1 (2 – 0) | WKE                                   | Stadion: Sportpark De Ebbenhorst, Nijkerk Toeschouwers: 750 Scheidsrechter: Barry van der Lip |
| 22 augustus 2012 20:00 | Yannick Cornelisz 6' Niels Buijtenhuis 30' Yannick Cornelisz 86' |               | 61' Angelo Zimmerman 80' Erik Eleveld | Stadion: Sportpark De Ebbenhorst, Nijkerk Toeschouwers: 750 Scheidsrechter: Barry van der Lip |
| 22 augustus 2012 20:00 |                                                                  |               |                                       | Stadion: Sportpark De Ebbenhorst, Nijkerk Toeschouwers: 750 Scheidsrechter: Barry van der Lip |
| 22 augustus 2012 20:00 |                                                                  |               |                                       | Stadion: Sportpark De Ebbenhorst, Nijkerk Toeschouwers: 750 Scheidsrechter: Barry van der Lip |
|                        |                                                                  |               |                                       |                                                                                               |

|                        |                                                                                                |               |                                           |                                                                                                  |
| 22 augustus 2012 20:00 | Staphorst                                                                                      | 5 – 1 (2 – 1) | Haaglandia/Sir Winston                    | Stadion: Sportpark Het Noorderslag, Staphorst Toeschouwers: 400 Scheidsrechter: Andries Dijkstra |
| 22 augustus 2012 20:00 | Rob Mijnheer 32' Rob Mijnheer (pen) 39' Roy Stroeve 46' Derrick Timmerman 77' Rob Mijnheer 90' |               | 4' Mourad Mghizrat 36' Steven Verstraeten | Stadion: Sportpark Het Noorderslag, Staphorst Toeschouwers: 400 Scheidsrechter: Andries Dijkstra |
| 22 augustus 2012 20:00 |                                                                                                |               |                                           | Stadion: Sportpark Het Noorderslag, Staphorst Toeschouwers: 400 Scheidsrechter: Andries Dijkstra |
| 22 augustus 2012 20:00 |                                                                                                |               |                                           | Stadion: Sportpark Het Noorderslag, Staphorst Toeschouwers: 400 Scheidsrechter: Andries Dijkstra |
|                        |                                                                                                |               |                                           |                                                                                                  |

|                        |                        |                                        |                 |                                                                                               |
| 22 augustus 2012 20:00 | SWZ/Boso Sneek         | 1 – 1 n.v. (1 – 1) (1 – 0) (6 – 5 pen) | Jodan Boys      | Stadion: Sportpark VV Sneek Wit Zwart, Sneek Toeschouwers: 350 Scheidsrechter: Arjan Laarhuis |
| 22 augustus 2012 20:00 | Mark Veerman (e.d.) 4' |                                        | 83' Leroy Brank | Stadion: Sportpark VV Sneek Wit Zwart, Sneek Toeschouwers: 350 Scheidsrechter: Arjan Laarhuis |
| 22 augustus 2012 20:00 |                        |                                        |                 | Stadion: Sportpark VV Sneek Wit Zwart, Sneek Toeschouwers: 350 Scheidsrechter: Arjan Laarhuis |
| 22 augustus 2012 20:00 |                        |                                        |                 | Stadion: Sportpark VV Sneek Wit Zwart, Sneek Toeschouwers: 350 Scheidsrechter: Arjan Laarhuis |
|                        |                        |                                        |                 |                                                                                               |

|                        |                   |                                         |                                        |                                                                                              |
| 22 augustus 2012 20:00 | De Treffers       | 1 – 1 n.v. (1 – 1) (1 – 0) (4 – 5 pen.) | Montfoort                              | Stadion: Sportpark Zuid, Groesbeek Toeschouwers: 600 Scheidsrechter: Fabian de Lima Schepens |
| 22 augustus 2012 20:00 | Said Echargui 44' |                                         | 57' Miquel Ballo 109' Mike van Oostrom | Stadion: Sportpark Zuid, Groesbeek Toeschouwers: 600 Scheidsrechter: Fabian de Lima Schepens |
| 22 augustus 2012 20:00 |                   |                                         |                                        | Stadion: Sportpark Zuid, Groesbeek Toeschouwers: 600 Scheidsrechter: Fabian de Lima Schepens |
| 22 augustus 2012 20:00 |                   |                                         |                                        | Stadion: Sportpark Zuid, Groesbeek Toeschouwers: 600 Scheidsrechter: Fabian de Lima Schepens |
|                        |                   |                                         |                                        |                                                                                              |

|                        |                                                                |                            |                                                                     |                                                                                    |
| 22 augustus 2012 19:30 | Una                                                            | 3 – 4 n.v. (2 – 2) (1 – 1) | Scheveningen                                                        | Stadion: Sportpark Zeelst, Zeelst Toeschouwers: 400 Scheidsrechter: Alex van Kraay |
| 22 augustus 2012 19:30 | Jelle Schijvenaars 38' Niek van Boekel 84' Tim Strijbosch 117' |                            | 30' Enzo Huntink 90' Dennis Jos 107' Mehmet Aldogan 112' Tim Peters | Stadion: Sportpark Zeelst, Zeelst Toeschouwers: 400 Scheidsrechter: Alex van Kraay |
| 22 augustus 2012 19:30 |                                                                |                            |                                                                     | Stadion: Sportpark Zeelst, Zeelst Toeschouwers: 400 Scheidsrechter: Alex van Kraay |
| 22 augustus 2012 19:30 |                                                                |                            |                                                                     | Stadion: Sportpark Zeelst, Zeelst Toeschouwers: 400 Scheidsrechter: Alex van Kraay |
|                        |                                                                |                            |                                                                     |                                                                                    |

|                        |                                                       |                                        |                                                                      |                                                                                         |
| 22 augustus 2012 20:00 | VVOG                                                  | 3 – 3 n.v. (2 – 2) (2 – 1) (5 – 3 pen) | Leonidas                                                             | Stadion: Sportpark De Strokel, Harderwijk Toeschouwers: 350 Scheidsrechter: Tim de Gast |
| 22 augustus 2012 20:00 | Jeremy de Graaf 18' Dada Bugera 30' Rocco Keizer 106' |                                        | 45' Houcine el Hammach 59' Rachid El Khalifi 111' (pen) İsmail Çelen | Stadion: Sportpark De Strokel, Harderwijk Toeschouwers: 350 Scheidsrechter: Tim de Gast |
| 22 augustus 2012 20:00 |                                                       |                                        |                                                                      | Stadion: Sportpark De Strokel, Harderwijk Toeschouwers: 350 Scheidsrechter: Tim de Gast |
| 22 augustus 2012 20:00 |                                                       |                                        |                                                                      | Stadion: Sportpark De Strokel, Harderwijk Toeschouwers: 350 Scheidsrechter: Tim de Gast |
|                        |                                                       |                                        |                                                                      |                                                                                         |

|                        |                                                           |               |     |                                                                                       |
| 22 augustus 2012 20:00 | XerxesDZB                                                 | 3 – 0 (1 – 0) | NVC | Stadion: Sportpark Faas Wilkes, Rotterdam Toeschouwers: 300 Scheidsrechter: Menno Hof |
| 22 augustus 2012 20:00 | Kevin Vermeulen 30' Kevin Vermeulen 80' Rowan Zechiël 87' |               |     | Stadion: Sportpark Faas Wilkes, Rotterdam Toeschouwers: 300 Scheidsrechter: Menno Hof |
| 22 augustus 2012 20:00 |                                                           |               |     | Stadion: Sportpark Faas Wilkes, Rotterdam Toeschouwers: 300 Scheidsrechter: Menno Hof |
| 22 augustus 2012 20:00 |                                                           |               |     | Stadion: Sportpark Faas Wilkes, Rotterdam Toeschouwers: 300 Scheidsrechter: Menno Hof |
|                        |                                                           |               |     |                                                                                       |

|                        |                                                                      |               |                                                          |                                                                                           |
| 22 augustus 2012 18:00 | De Zouaven                                                           | 3 – 2 (1 – 1) | DETO                                                     | Stadion: Sportpark De Kloet, Grootebroek Toeschouwers: 300 Scheidsrechter: Peter de Waard |
| 22 augustus 2012 18:00 | Pieter Koopman (pen) 45' Bart van Rhijn 55' Pieter Koopman (pen) 72' |               | 23' Vincent Bilanovic 65' (pen) Ruud Bruns 90' Wybe Kram | Stadion: Sportpark De Kloet, Grootebroek Toeschouwers: 300 Scheidsrechter: Peter de Waard |
| 22 augustus 2012 18:00 |                                                                      |               |                                                          | Stadion: Sportpark De Kloet, Grootebroek Toeschouwers: 300 Scheidsrechter: Peter de Waard |
| 22 augustus 2012 18:00 |                                                                      |               |                                                          | Stadion: Sportpark De Kloet, Grootebroek Toeschouwers: 300 Scheidsrechter: Peter de Waard |
|                        |                                                                      |               |                                                          |                                                                                           |

### 2e ronde
In de tweede ronde stroomden de profclubs in; de wedstrijden werden gespeeld op 25, 26 en 27 september 2012. Clubs die gedurende het seizoen Europees actief waren, konden niet tegen elkaar loten. De loting werd op 5 juli 2012 verricht door Erik Pieters en was live te volgen op het YouTube-kanaal van de KNVB.
|                         |                                                                                           |               |                            |                                                                                          |
| 25 september 2012 20:00 | ADO '20                                                                                   | 4 – 1 (2 – 0) | Almere City FC             | Stadion: Sportpark De Vlotter, Heemskerk Toeschouwers: 750 Scheidsrechter: Rob Dieperink |
| 25 september 2012 20:00 | Benny Kleine 5' Jeffrey Mols 11' Benny Kleine 67' Patrick Zonneveld 47' Mike Brantjes 89' |               | 48' (pen) Stefano Lilipaly | Stadion: Sportpark De Vlotter, Heemskerk Toeschouwers: 750 Scheidsrechter: Rob Dieperink |
| 25 september 2012 20:00 |                                                                                           |               |                            | Stadion: Sportpark De Vlotter, Heemskerk Toeschouwers: 750 Scheidsrechter: Rob Dieperink |
| 25 september 2012 20:00 |                                                                                           |               |                            | Stadion: Sportpark De Vlotter, Heemskerk Toeschouwers: 750 Scheidsrechter: Rob Dieperink |
|                         |                                                                                           |               |                            |                                                                                          |

|                         |                    |            |                    |                                                                                             |
| 25 september 2012 17:00 | AFC                | 0 – 1 n.v. | FC Den Bosch       | Stadion: Sportpark Goed Genoeg, Amsterdam Toeschouwers: 750 Scheidsrechter: Richard Martens |
| 25 september 2012 17:00 | Jasper de Haer 87' |            | 118' Jelle De Bock | Stadion: Sportpark Goed Genoeg, Amsterdam Toeschouwers: 750 Scheidsrechter: Richard Martens |
| 25 september 2012 17:00 |                    |            |                    | Stadion: Sportpark Goed Genoeg, Amsterdam Toeschouwers: 750 Scheidsrechter: Richard Martens |
| 25 september 2012 17:00 |                    |            |                    | Stadion: Sportpark Goed Genoeg, Amsterdam Toeschouwers: 750 Scheidsrechter: Richard Martens |
|                         |                    |            |                    |                                                                                             |

|                         |                                                                      |                                         |                                                                                       |                                                                              |
| 25 september 2012 18:45 | Go Ahead Eagles                                                      | 4 – 4 n.v. (2 – 2) (0 – 2) (4 – 3 pen.) | VVV-Venlo                                                                             | Stadion: De Adelaarshorst, Deventer Toeschouwers: 2.251 Scheidsrechter: Vink |
| 25 september 2012 18:45 | Jop van der Linden 78' Joey Suk 81' Marnix Kolder 100' Joey Suk 118' |                                         | 5' Bryan Linssen 38' Bryan Linssen 95' Uche Innocent Nwofor 120' Uche Innocent Nwofor | Stadion: De Adelaarshorst, Deventer Toeschouwers: 2.251 Scheidsrechter: Vink |
| 25 september 2012 18:45 |                                                                      |                                         |                                                                                       | Stadion: De Adelaarshorst, Deventer Toeschouwers: 2.251 Scheidsrechter: Vink |
| 25 september 2012 18:45 |                                                                      |                                         |                                                                                       | Stadion: De Adelaarshorst, Deventer Toeschouwers: 2.251 Scheidsrechter: Vink |
|                         |                                                                      |                                         |                                                                                       |                                                                              |

|                         |                   |               |                 |                                                                              |
| 25 september 2012 20:00 | Hollandia         | 1 – 0 (0 – 0) | Fortuna Sittard | Stadion: Sportpark Julianapark, Hoorn Toeschouwers: 700 Scheidsrechter: Otto |
| 25 september 2012 20:00 | Kalvin Robert 75' |               |                 | Stadion: Sportpark Julianapark, Hoorn Toeschouwers: 700 Scheidsrechter: Otto |
| 25 september 2012 20:00 |                   |               |                 | Stadion: Sportpark Julianapark, Hoorn Toeschouwers: 700 Scheidsrechter: Otto |
| 25 september 2012 20:00 |                   |               |                 | Stadion: Sportpark Julianapark, Hoorn Toeschouwers: 700 Scheidsrechter: Otto |
|                         |                   |               |                 |                                                                              |

|                         |                                        |                            |                                                                           | |
| 25 september 2012 20:00 | JVC Cuijk                              | 2 – 4 n.v. (2 – 2) (1 – 2) | FC Eindhoven                                                              | Stadion: Sportpark De Groenendijkse Kampen, Cuijk Toeschouwers: 1.000 Scheidsrechter: Jeroen Manschot |
| 25 september 2012 20:00 | Mehmet Dingel 21' Mark Fennebeumer 87' |                            | 20' Soufiane Dadda 32' Serhat Koç 114' Soufiane Dadda 120' Rob van Boekel | Stadion: Sportpark De Groenendijkse Kampen, Cuijk Toeschouwers: 1.000 Scheidsrechter: Jeroen Manschot |
| 25 september 2012 20:00 |                                        |                            |                                                                           | Stadion: Sportpark De Groenendijkse Kampen, Cuijk Toeschouwers: 1.000 Scheidsrechter: Jeroen Manschot |
| 25 september 2012 20:00 |                                        |                            |                                                                           | Stadion: Sportpark De Groenendijkse Kampen, Cuijk Toeschouwers: 1.000 Scheidsrechter: Jeroen Manschot |
|                         |                                        |                            |                                                                           | |

|                         |          | |              |                                                                                           |
| 25 september 2012 20:00 | FC Lisse | 0 – 5 (0 – 2)                                                                                        | RKC Waalwijk | Stadion: Sportpark Ter Specke, Lisse Toeschouwers: 1.800 Scheidsrechter: Rutger Bekebrede |
| 25 september 2012 20:00 |          | 9' Rodney Sneijder 38' Teddy Chevalier 72' Teddy Chevalier 84' (pen) Imad Najah 90' Nourdin Boukhari |              | Stadion: Sportpark Ter Specke, Lisse Toeschouwers: 1.800 Scheidsrechter: Rutger Bekebrede |
| 25 september 2012 20:00 |          | |              | Stadion: Sportpark Ter Specke, Lisse Toeschouwers: 1.800 Scheidsrechter: Rutger Bekebrede |
| 25 september 2012 20:00 |          | |              | Stadion: Sportpark Ter Specke, Lisse Toeschouwers: 1.800 Scheidsrechter: Rutger Bekebrede |
|                         |          | |              |                                                                                           |

|                         |                         |                                         |                |                                                                                  |
| 25 september 2012 20:00 | ONS/Boso Sneek          | 1 – 1 n.v. (1 – 1) (1 – 0) (5 – 4 pen.) | Excelsior      | Stadion: Zuidersportpark, Sneek Toeschouwers: 1.200 Scheidsrechter: Rogier Honig |
| 25 september 2012 20:00 | Sandor van der Heide 3' |                                         | 57' Elvis Manu | Stadion: Zuidersportpark, Sneek Toeschouwers: 1.200 Scheidsrechter: Rogier Honig |
| 25 september 2012 20:00 |                         |                                         |                | Stadion: Zuidersportpark, Sneek Toeschouwers: 1.200 Scheidsrechter: Rogier Honig |
| 25 september 2012 20:00 |                         |                                         |                | Stadion: Zuidersportpark, Sneek Toeschouwers: 1.200 Scheidsrechter: Rogier Honig |
|                         |                         |                                         |                |                                                                                  |

|                         |                  |                  |            |                                                                                            |
| 25 september 2012 20:45 | Roda JC Kerkrade | 0 – 1 n.v.       | PEC Zwolle | Stadion: Parkstad Limburg Stadion, Kerkrade Toeschouwers: 4.947 Scheidsrechter: Kevin Blom |
| 25 september 2012 20:45 |                  | 109' Fred Benson |            | Stadion: Parkstad Limburg Stadion, Kerkrade Toeschouwers: 4.947 Scheidsrechter: Kevin Blom |
| 25 september 2012 20:45 |                  |                  |            | Stadion: Parkstad Limburg Stadion, Kerkrade Toeschouwers: 4.947 Scheidsrechter: Kevin Blom |
| 25 september 2012 20:45 |                  |                  |            | Stadion: Parkstad Limburg Stadion, Kerkrade Toeschouwers: 4.947 Scheidsrechter: Kevin Blom |
|                         |                  |                  |            |                                                                                            |

|                         |                                            |                            |                   |                                                                                            |
| 25 september 2012 17:00 | Scheveningen                               | 2 – 1 n.v. (1 – 1) (0 – 0) | FC Oss            | Stadion: Sportpark Houtrust, Scheveningen Toeschouwers: 350 Scheidsrechter: Christiaan Bax |
| 25 september 2012 17:00 | Mehmet Aldogan 64' Samir El Moussaoui 118' |                            | 49' Roy de Ruiter | Stadion: Sportpark Houtrust, Scheveningen Toeschouwers: 350 Scheidsrechter: Christiaan Bax |
| 25 september 2012 17:00 |                                            |                            |                   | Stadion: Sportpark Houtrust, Scheveningen Toeschouwers: 350 Scheidsrechter: Christiaan Bax |
| 25 september 2012 17:00 |                                            |                            |                   | Stadion: Sportpark Houtrust, Scheveningen Toeschouwers: 350 Scheidsrechter: Christiaan Bax |
|                         |                                            |                            |                   |                                                                                            |

|                         |                                                                       |               |                                           |                                                                                   |
| 25 september 2012 20:00 | Sparta Rotterdam                                                      | 3 – 2 (1 – 2) | AGOVV Apeldoorn                           | Stadion: Het Kasteel, Rotterdam Toeschouwers: 3.038 Scheidsrechter: Siemen Mulder |
| 25 september 2012 20:00 | Quenten Martinus 45' Iliass Bel Hassani (pen) 62' Donovan Deekman 90' |               | 27' Lion Kaak 30' (e.d.) Robert van Boxel | Stadion: Het Kasteel, Rotterdam Toeschouwers: 3.038 Scheidsrechter: Siemen Mulder |
| 25 september 2012 20:00 |                                                                       |               |                                           | Stadion: Het Kasteel, Rotterdam Toeschouwers: 3.038 Scheidsrechter: Siemen Mulder |
| 25 september 2012 20:00 |                                                                       |               |                                           | Stadion: Het Kasteel, Rotterdam Toeschouwers: 3.038 Scheidsrechter: Siemen Mulder |
|                         |                                                                       |               |                                           |                                                                                   |

|                         |                                                    |               |                                                             |                                                                                            |
| 25 september 2012 20:00 | Sparta Nijkerk                                     | 2 – 3 (0 – 0) | De Graafschap                                               | Stadion: Sportpark De Ebbenhorst, Nijkerk Toeschouwers: 2.000 Scheidsrechter: Jan Wegereef |
| 25 september 2012 20:00 | Niels Buijtenhuis (pen) 57' Stefan Frederiksen 84' |               | 50' Harrie Gommans 67' Harrie Gommans 70' (pen) Anco Jansen | Stadion: Sportpark De Ebbenhorst, Nijkerk Toeschouwers: 2.000 Scheidsrechter: Jan Wegereef |
| 25 september 2012 20:00 |                                                    |               |                                                             | Stadion: Sportpark De Ebbenhorst, Nijkerk Toeschouwers: 2.000 Scheidsrechter: Jan Wegereef |
| 25 september 2012 20:00 |                                                    |               |                                                             | Stadion: Sportpark De Ebbenhorst, Nijkerk Toeschouwers: 2.000 Scheidsrechter: Jan Wegereef |
|                         |                                                    |               |                                                             |                                                                                            |

|                         |                                    |               |                         |                                                                                                 |
| 25 september 2012 20:00 | Staphorst                          | 2 – 0 (0 – 0) | Montfoort               | Stadion: Sportpark Het Noorderslag, Staphorst Toeschouwers: 600 Scheidsrechter: Gert Jan Bakker |
| 25 september 2012 20:00 | Roy Stroeve 69' Martijn Brakke 78' |               | 59' Joost van Apeldoorn | Stadion: Sportpark Het Noorderslag, Staphorst Toeschouwers: 600 Scheidsrechter: Gert Jan Bakker |
| 25 september 2012 20:00 |                                    |               |                         | Stadion: Sportpark Het Noorderslag, Staphorst Toeschouwers: 600 Scheidsrechter: Gert Jan Bakker |
| 25 september 2012 20:00 |                                    |               |                         | Stadion: Sportpark Het Noorderslag, Staphorst Toeschouwers: 600 Scheidsrechter: Gert Jan Bakker |
|                         |                                    |               |                         |                                                                                                 |

|                         |      |                         |          |                                                                                             |
| 25 september 2012 20:00 | VVOG | 0 – 0 n.v. (4 – 5 pen.) | FC Emmen | Stadion: Sportpark De Strokel, Harderwijk Toeschouwers: 650 Scheidsrechter: Jochem Kamphuis |
| 25 september 2012 20:00 |      |                         |          | Stadion: Sportpark De Strokel, Harderwijk Toeschouwers: 650 Scheidsrechter: Jochem Kamphuis |
| 25 september 2012 20:00 |      |                         |          | Stadion: Sportpark De Strokel, Harderwijk Toeschouwers: 650 Scheidsrechter: Jochem Kamphuis |
| 25 september 2012 20:00 |      |                         |          | Stadion: Sportpark De Strokel, Harderwijk Toeschouwers: 650 Scheidsrechter: Jochem Kamphuis |
|                         |      |                         |          |                                                                                             |

|                         |                                                          |                            |                                                                                | |
| 26 september 2012 20:00 | Capelle                                                  | 3 – 4 n.v. (3 – 3) (3 – 1) | HBS                                                                            | Stadion: Sportpark 't Slot, Capelle aan den IJssel Toeschouwers: 500 Scheidsrechter: Ingmar Oostrom |
| 26 september 2012 20:00 | Peter de Lange 2' Lucas van Oeveren 28' Marvin Strik 43' |                            | 20' Cor Roeleveld 55' Tjeerd Westdijk 75' (pen) Mike de Geer 106' Mike de Geer | Stadion: Sportpark 't Slot, Capelle aan den IJssel Toeschouwers: 500 Scheidsrechter: Ingmar Oostrom |
| 26 september 2012 20:00 |                                                          |                            |                                                                                | Stadion: Sportpark 't Slot, Capelle aan den IJssel Toeschouwers: 500 Scheidsrechter: Ingmar Oostrom |
| 26 september 2012 20:00 |                                                          |                            |                                                                                | Stadion: Sportpark 't Slot, Capelle aan den IJssel Toeschouwers: 500 Scheidsrechter: Ingmar Oostrom |
|                         |                                                          |                            |                                                                                | |

|                         |                    |               | |                                                                                       |
| 26 september 2012 17:00 | DESO/Van Der Horst | 1 – 5 (0 – 3) | SC Cambuur                                                                                               | Stadion: Sportpark De Rusheuvel, Oss Toeschouwers: 650 Scheidsrechter: Eric Braamhaar |
| 26 september 2012 17:00 | Roel van Erp 68'   |               | 17' (e.d.) Roy Landers 21' Oebele Schokker 26' Melvin de Leeuw 57' Marco van der Heide 84' Martijn Barto | Stadion: Sportpark De Rusheuvel, Oss Toeschouwers: 650 Scheidsrechter: Eric Braamhaar |
| 26 september 2012 17:00 |                    |               | | Stadion: Sportpark De Rusheuvel, Oss Toeschouwers: 650 Scheidsrechter: Eric Braamhaar |
| 26 september 2012 17:00 |                    |               | | Stadion: Sportpark De Rusheuvel, Oss Toeschouwers: 650 Scheidsrechter: Eric Braamhaar |
|                         |                    |               | |                                                                                       |

|                         |        |                                                             |         |                                                                                            |
| 26 september 2012 20:00 | Gemert | 0 – 3 (0 – 0)                                               | Vitesse | Stadion: Sportpark Molenbroek, Gemert Toeschouwers: 3.200 Scheidsrechter: Serdar Gözübüyük |
| 26 september 2012 20:00 |        | 48' Theo Janssen 74' Brahim Darri 90' Jonathan de Lima Reis |         | Stadion: Sportpark Molenbroek, Gemert Toeschouwers: 3.200 Scheidsrechter: Serdar Gözübüyük |
| 26 september 2012 20:00 |        |                                                             |         | Stadion: Sportpark Molenbroek, Gemert Toeschouwers: 3.200 Scheidsrechter: Serdar Gözübüyük |
| 26 september 2012 20:00 |        |                                                             |         | Stadion: Sportpark Molenbroek, Gemert Toeschouwers: 3.200 Scheidsrechter: Serdar Gözübüyük |
|                         |        |                                                             |         |                                                                                            |

|                         |                     |               |                                       |                                                                                             |
| 26 september 2012 20:00 | GVVV                | 1 – 2 (1 – 2) | FC Groningen                          | Stadion: Sportpark Panhuis, Veenendaal Toeschouwers: 2.500 Scheidsrechter: Richard Liesveld |
| 26 september 2012 20:00 | Roy Terschegget 45' |               | 22' Género Zeefuik 37' Mitchell Schet | Stadion: Sportpark Panhuis, Veenendaal Toeschouwers: 2.500 Scheidsrechter: Richard Liesveld |
| 26 september 2012 20:00 |                     |               |                                       | Stadion: Sportpark Panhuis, Veenendaal Toeschouwers: 2.500 Scheidsrechter: Richard Liesveld |
| 26 september 2012 20:00 |                     |               |                                       | Stadion: Sportpark Panhuis, Veenendaal Toeschouwers: 2.500 Scheidsrechter: Richard Liesveld |
|                         |                     |               |                                       |                                                                                             |

|                         |           |                                                                           |         |                                                                                         |
| 26 september 2012 17:00 | Kloetinge | 0 – 4 (0 – 2)                                                             | Telstar | Stadion: Sportpark Wesselopark, Kloetinge Toeschouwers: 650 Scheidsrechter: Tom Koekoek |
| 26 september 2012 17:00 |           | 16' Shabir Isoufi 21' Jergé Hoefdraad 50' Shabir Isoufi 58' Donny Rijnink |         | Stadion: Sportpark Wesselopark, Kloetinge Toeschouwers: 650 Scheidsrechter: Tom Koekoek |
| 26 september 2012 17:00 |           |                                                                           |         | Stadion: Sportpark Wesselopark, Kloetinge Toeschouwers: 650 Scheidsrechter: Tom Koekoek |
| 26 september 2012 17:00 |           |                                                                           |         | Stadion: Sportpark Wesselopark, Kloetinge Toeschouwers: 650 Scheidsrechter: Tom Koekoek |
|                         |           |                                                                           |         |                                                                                         |

|                         |               |                                                                                             |               | |
| 26 september 2012 20:00 | Kozakken Boys | 0 – 4 (0 – 2)                                                                               | sc Heerenveen | Stadion: Sportpark de Zwaaier, Werkendam Toeschouwers: 3.500 Scheidsrechter: Martin van den Kerkhof |
| 26 september 2012 20:00 |               | 22' Alfreð Finnbogason 26' Alfreð Finnbogason 46' Alfreð Finnbogason 83' Alfreð Finnbogason |               | Stadion: Sportpark de Zwaaier, Werkendam Toeschouwers: 3.500 Scheidsrechter: Martin van den Kerkhof |
| 26 september 2012 20:00 |               |                                                                                             |               | Stadion: Sportpark de Zwaaier, Werkendam Toeschouwers: 3.500 Scheidsrechter: Martin van den Kerkhof |
| 26 september 2012 20:00 |               |                                                                                             |               | Stadion: Sportpark de Zwaaier, Werkendam Toeschouwers: 3.500 Scheidsrechter: Martin van den Kerkhof |
|                         |               |                                                                                             |               | |

|                         |            |                                                                                      |                 |                                                                                        |
| 26 september 2012 20:00 | FC Lienden | 0 – 4 (0 – 2)                                                                        | Heracles Almelo | Stadion: Sportpark de Abdijhof, Lienden Toeschouwers: 1.800 Scheidsrechter: Ed Janssen |
| 26 september 2012 20:00 |            | 30' (e.d.) Niek Ripson 45' Everton Ramos da Silva 74' Willie Overtoom 90' Luís Pedro |                 | Stadion: Sportpark de Abdijhof, Lienden Toeschouwers: 1.800 Scheidsrechter: Ed Janssen |
| 26 september 2012 20:00 |            |                                                                                      |                 | Stadion: Sportpark de Abdijhof, Lienden Toeschouwers: 1.800 Scheidsrechter: Ed Janssen |
| 26 september 2012 20:00 |            |                                                                                      |                 | Stadion: Sportpark de Abdijhof, Lienden Toeschouwers: 1.800 Scheidsrechter: Ed Janssen |
|                         |            |                                                                                      |                 |                                                                                        |

|                         |                  |               |                                                   |                                                                                  |
| 26 september 2012 20:00 | MVV Maastricht   | 1 – 3 (0 – 2) | NAC Breda                                         | Stadion: Geusselt, Maastricht Toeschouwers: 3.925 Scheidsrechter: Jeroen Sanders |
| 26 september 2012 20:00 | Bryan Smeets 51' |               | 15' Alex Schalk 27' Eric Botteghin 77' Elson Hooi | Stadion: Geusselt, Maastricht Toeschouwers: 3.925 Scheidsrechter: Jeroen Sanders |
| 26 september 2012 20:00 |                  |               |                                                   | Stadion: Geusselt, Maastricht Toeschouwers: 3.925 Scheidsrechter: Jeroen Sanders |
| 26 september 2012 20:00 |                  |               |                                                   | Stadion: Geusselt, Maastricht Toeschouwers: 3.925 Scheidsrechter: Jeroen Sanders |
|                         |                  |               |                                                   |                                                                                  |

|                         |                                            |                            |                                                     |                                                                                      |
| 26 september 2012 18:45 | N.E.C.                                     | 2 – 3 n.v. (2 – 2) (1 – 1) | Feyenoord                                           | Stadion: Goffertstadion, Nijmegen Toeschouwers: 9.446 Scheidsrechter: Pol van Boekel |
| 26 september 2012 18:45 | Terence Kongolo (e.d.) 1' Leroy George 60' |                            | 43' Terence Kongolo 59' Sekou Cissé 120' Lex Immers | Stadion: Goffertstadion, Nijmegen Toeschouwers: 9.446 Scheidsrechter: Pol van Boekel |
| 26 september 2012 18:45 |                                            |                            |                                                     | Stadion: Goffertstadion, Nijmegen Toeschouwers: 9.446 Scheidsrechter: Pol van Boekel |
| 26 september 2012 18:45 |                                            |                            |                                                     | Stadion: Goffertstadion, Nijmegen Toeschouwers: 9.446 Scheidsrechter: Pol van Boekel |
|                         |                                            |                            |                                                     |                                                                                      |

|                         |      |                    |           |                                                                                                  |
| 26 september 2012 17:00 | RVVH | 0 – 1 (0 – 0)      | FC Twente | Stadion: Sportpark Ridderkerk, Ridderkerk Toeschouwers: 2.500 Scheidsrechter: Edwin van de Graaf |
| 26 september 2012 17:00 |      | 90' Luc Castaignos |           | Stadion: Sportpark Ridderkerk, Ridderkerk Toeschouwers: 2.500 Scheidsrechter: Edwin van de Graaf |
| 26 september 2012 17:00 |      |                    |           | Stadion: Sportpark Ridderkerk, Ridderkerk Toeschouwers: 2.500 Scheidsrechter: Edwin van de Graaf |
| 26 september 2012 17:00 |      |                    |           | Stadion: Sportpark Ridderkerk, Ridderkerk Toeschouwers: 2.500 Scheidsrechter: Edwin van de Graaf |
|                         |      |                    |           |                                                                                                  |

|                         |                        |               |             |                                                                                          |
| 26 september 2012 17:00 | Rijnsburgse Boys       | 1 – 0 (0 – 0) | FC Volendam | Stadion: Sportpark Middelmors, Rijnsburg Toeschouwers: 900 Scheidsrechter: Jeroen Abbink |
| 26 september 2012 17:00 | Remon van Bochoven 60' |               |             | Stadion: Sportpark Middelmors, Rijnsburg Toeschouwers: 900 Scheidsrechter: Jeroen Abbink |
| 26 september 2012 17:00 |                        |               |             | Stadion: Sportpark Middelmors, Rijnsburg Toeschouwers: 900 Scheidsrechter: Jeroen Abbink |
| 26 september 2012 17:00 |                        |               |             | Stadion: Sportpark Middelmors, Rijnsburg Toeschouwers: 900 Scheidsrechter: Jeroen Abbink |
|                         |                        |               |             |                                                                                          |

|                         |                                                     |                            |              |                                                                                            |
| 26 september 2012 20:00 | SWZ/Boso Sneek                                      | 2 – 1 n.v. (1 – 1) (0 – 0) | Noordwijk    | Stadion: Sportpark VV Sneek Wit Zwart, Sneek Toeschouwers: 600 Scheidsrechter: Erwin Blank |
| 26 september 2012 20:00 | Ramon Giro Batalla 52' Mark Homme van der Veen 112' |                            | 60' Kees Tol | Stadion: Sportpark VV Sneek Wit Zwart, Sneek Toeschouwers: 600 Scheidsrechter: Erwin Blank |
| 26 september 2012 20:00 |                                                     |                            |              | Stadion: Sportpark VV Sneek Wit Zwart, Sneek Toeschouwers: 600 Scheidsrechter: Erwin Blank |
| 26 september 2012 20:00 |                                                     |                            |              | Stadion: Sportpark VV Sneek Wit Zwart, Sneek Toeschouwers: 600 Scheidsrechter: Erwin Blank |
|                         |                                                     |                            |              |                                                                                            |

|                         |            |                           |                                                      |                                                                                        |
| 26 september 2012 20:45 | FC Utrecht | 0 – 3 (0 – 2)             | Ajax                                                 | Stadion: Stadion Galgenwaard, Utrecht Toeschouwers: 21.678 Scheidsrechter: Bas Nijhuis |
| 26 september 2012 20:45 |            | 58' 20 minuten stilgelegd | 11' Tobias Sana 15' Ryan Babel 52' Christian Eriksen | Stadion: Stadion Galgenwaard, Utrecht Toeschouwers: 21.678 Scheidsrechter: Bas Nijhuis |
| 26 september 2012 20:45 |            |                           |                                                      | Stadion: Stadion Galgenwaard, Utrecht Toeschouwers: 21.678 Scheidsrechter: Bas Nijhuis |
| 26 september 2012 20:45 |            |                           |                                                      | Stadion: Stadion Galgenwaard, Utrecht Toeschouwers: 21.678 Scheidsrechter: Bas Nijhuis |
|                         |            |                           |                                                      |                                                                                        |

|                         |           |                                     |              | |
| 26 september 2012 20:00 | Willem II | 0 – 2 (0 – 0)                       | FC Dordrecht | Stadion: Koning Willem II Stadion, Tilburg Toeschouwers: 3.100 Scheidsrechter: Reinold Wiedemeijer |
| 26 september 2012 20:00 |           | 53' Adnan Alisic 78' Moussa Kalisse |              | Stadion: Koning Willem II Stadion, Tilburg Toeschouwers: 3.100 Scheidsrechter: Reinold Wiedemeijer |
| 26 september 2012 20:00 |           |                                     |              | Stadion: Koning Willem II Stadion, Tilburg Toeschouwers: 3.100 Scheidsrechter: Reinold Wiedemeijer |
| 26 september 2012 20:00 |           |                                     |              | Stadion: Koning Willem II Stadion, Tilburg Toeschouwers: 3.100 Scheidsrechter: Reinold Wiedemeijer |
|                         |           |                                     |              | |

|                         |                                                                   |                                         |                                                                              |                                                                                               |
| 26 september 2012 20:00 | XerxesDZB                                                         | 3 – 3 n.v. (2 – 2) (0 – 1) (6 – 5 pen.) | Helmond Sport                                                                | Stadion: Sportpark Faas Wilkes, Rotterdam Toeschouwers: 700 Scheidsrechter: Merlijn Gerritsen |
| 26 september 2012 20:00 | Kevin Vermeulen 79' Ricardo Danning 89' Yoeri Rombouts (pen) 116' |                                         | 26' Charles Kazlauskas 90' Mees Siers 104' Erik Quekel 115' Gillian Justiana | Stadion: Sportpark Faas Wilkes, Rotterdam Toeschouwers: 700 Scheidsrechter: Merlijn Gerritsen |
| 26 september 2012 20:00 |                                                                   |                                         |                                                                              | Stadion: Sportpark Faas Wilkes, Rotterdam Toeschouwers: 700 Scheidsrechter: Merlijn Gerritsen |
| 26 september 2012 20:00 |                                                                   |                                         |                                                                              | Stadion: Sportpark Faas Wilkes, Rotterdam Toeschouwers: 700 Scheidsrechter: Merlijn Gerritsen |
|                         |                                                                   |                                         |                                                                              |                                                                                               |

|                         |                  |                                        |              |                                                                                              |
| 26 september 2012 20:00 | IJsselmeervogels | 0 – 2 (0 – 1)                          | ADO Den Haag | Stadion: Sportpark De Westmaat, Spakenburg Toeschouwers: 2.000 Scheidsrechter: Dennis Higler |
| 26 september 2012 20:00 |                  | 4' Jens Toornstra 88' Charlton Vicento |              | Stadion: Sportpark De Westmaat, Spakenburg Toeschouwers: 2.000 Scheidsrechter: Dennis Higler |
| 26 september 2012 20:00 |                  |                                        |              | Stadion: Sportpark De Westmaat, Spakenburg Toeschouwers: 2.000 Scheidsrechter: Dennis Higler |
| 26 september 2012 20:00 |                  |                                        |              | Stadion: Sportpark De Westmaat, Spakenburg Toeschouwers: 2.000 Scheidsrechter: Dennis Higler |
|                         |                  |                                        |              |                                                                                              |

|                         |                                  |               |                                                              |                                                                                          |
| 27 september 2012 18:45 | Achilles '29                     | 2 – 3 (1 – 3) | PSV                                                          | Stadion: Sportpark De Heikant, Groesbeek Toeschouwers: 3.800 Scheidsrechter: Ruud Bossen |
| 27 september 2012 18:45 | Thijs Hendriks 2' Ivo Rigter 63' |               | 25' Jürgen Locadia 28' Mathias Jørgensen 32' Timothy Derijck | Stadion: Sportpark De Heikant, Groesbeek Toeschouwers: 3.800 Scheidsrechter: Ruud Bossen |
| 27 september 2012 18:45 |                                  |               |                                                              | Stadion: Sportpark De Heikant, Groesbeek Toeschouwers: 3.800 Scheidsrechter: Ruud Bossen |
| 27 september 2012 18:45 |                                  |               |                                                              | Stadion: Sportpark De Heikant, Groesbeek Toeschouwers: 3.800 Scheidsrechter: Ruud Bossen |
|                         |                                  |               |                                                              |                                                                                          |

|                         |                                                                           |               |                  |                                                                                   |
| 27 september 2012 20:45 | AZ                                                                        | 4 – 1 (3 – 0) | SC Veendam       | Stadion: AFAS Stadion, Alkmaar Toeschouwers: 6.786 Scheidsrechter: Tom van Sichem |
| 27 september 2012 20:45 | Viktor Elm 8' Viktor Elm 20' Viktor Elm (pen) 34' Jozy Altidore (pen) 76' |               | 78' Tom Overtoom | Stadion: AFAS Stadion, Alkmaar Toeschouwers: 6.786 Scheidsrechter: Tom van Sichem |
| 27 september 2012 20:45 |                                                                           |               |                  | Stadion: AFAS Stadion, Alkmaar Toeschouwers: 6.786 Scheidsrechter: Tom van Sichem |
| 27 september 2012 20:45 |                                                                           |               |                  | Stadion: AFAS Stadion, Alkmaar Toeschouwers: 6.786 Scheidsrechter: Tom van Sichem |
|                         |                                                                           |               |                  |                                                                                   |

|                         |            |                  |           |                                                                                             |
| 27 september 2012 20:00 | De Zouaven | 0 – 1 (0 – 0)    | EHC/Heuts | Stadion: Sportpark De Kloet, Grootebroek Toeschouwers: 391 Scheidsrechter: Jeroen Spinhoven |
| 27 september 2012 20:00 |            | 85' Ron Starmans |           | Stadion: Sportpark De Kloet, Grootebroek Toeschouwers: 391 Scheidsrechter: Jeroen Spinhoven |
| 27 september 2012 20:00 |            |                  |           | Stadion: Sportpark De Kloet, Grootebroek Toeschouwers: 391 Scheidsrechter: Jeroen Spinhoven |
| 27 september 2012 20:00 |            |                  |           | Stadion: Sportpark De Kloet, Grootebroek Toeschouwers: 391 Scheidsrechter: Jeroen Spinhoven |
|                         |            |                  |           |                                                                                             |

### 3e ronde
De wedstrijden van de derde ronde werden gespeeld op 30 en 31 oktober, en 1 november 2012. Clubs die gedurende het seizoen Europees actief waren, konden niet tegen elkaar loten. De loting werd op 27 september verricht door Michael Buskermolen.
|                       | |               |                |                                                                                               |
| 30 oktober 2012 20:00 | ADO '20 | 6 – 1 (5 – 1) | FC Eindhoven   | Stadion: Sportpark De Vlotter, Heemskerk Toeschouwers: 2.000 Scheidsrechter: Richard Liesveld |
| 30 oktober 2012 20:00 | Benny Kleine 3' Franky Zinhagel 4' Mark de Loor (pen) 6' Benny Kleine 11' Franky Zinhagel 13' Jeffrey Mols 57' |               | 35' Serhat Koç | Stadion: Sportpark De Vlotter, Heemskerk Toeschouwers: 2.000 Scheidsrechter: Richard Liesveld |
| 30 oktober 2012 20:00 | |               |                | Stadion: Sportpark De Vlotter, Heemskerk Toeschouwers: 2.000 Scheidsrechter: Richard Liesveld |
| 30 oktober 2012 20:00 | |               |                | Stadion: Sportpark De Vlotter, Heemskerk Toeschouwers: 2.000 Scheidsrechter: Richard Liesveld |
|                       | |               |                |                                                                                               |

|                       |                                  |                                         |                     |                                                                                                |
| 30 oktober 2012 20:00 | SC Cambuur                       | 1 – 1 n.v. (1 – 1) (0 – 0) (4 – 3 pen.) | Telstar             | Stadion: Cambuurstadion, Leeuwarden Toeschouwers: 4.044 Scheidsrechter: Martin van den Kerkhof |
| 30 oktober 2012 20:00 | Mark Diemers 46' Tim Bakens 110' |                                         | 90' Jergé Hoefdraad | Stadion: Cambuurstadion, Leeuwarden Toeschouwers: 4.044 Scheidsrechter: Martin van den Kerkhof |
| 30 oktober 2012 20:00 |                                  |                                         |                     | Stadion: Cambuurstadion, Leeuwarden Toeschouwers: 4.044 Scheidsrechter: Martin van den Kerkhof |
| 30 oktober 2012 20:00 |                                  |                                         |                     | Stadion: Cambuurstadion, Leeuwarden Toeschouwers: 4.044 Scheidsrechter: Martin van den Kerkhof |
|                       |                                  |                                         |                     |                                                                                                |

|                       |                                     |               |                      |                                                                                      |
| 30 oktober 2012 20:00 | FC Dordrecht                        | 2 – 1 (0 – 0) | Scheveningen         | Stadion: GN Bouw Stadion, Dordrecht Toeschouwers: 1.663 Scheidsrechter: Rogier Honig |
| 30 oktober 2012 20:00 | Lars Veldwijk 64' Lars Veldwijk 70' |               | 83' (pen) Tim Peters | Stadion: GN Bouw Stadion, Dordrecht Toeschouwers: 1.663 Scheidsrechter: Rogier Honig |
| 30 oktober 2012 20:00 |                                     |               |                      | Stadion: GN Bouw Stadion, Dordrecht Toeschouwers: 1.663 Scheidsrechter: Rogier Honig |
| 30 oktober 2012 20:00 |                                     |               |                      | Stadion: GN Bouw Stadion, Dordrecht Toeschouwers: 1.663 Scheidsrechter: Rogier Honig |
|                       |                                     |               |                      |                                                                                      |

|                       |               |                                                  |                 |                                                                                        |
| 30 oktober 2012 18:45 | De Graafschap | 0 – 3 (0 – 3)                                    | Go Ahead Eagles | Stadion: De Vijverberg, Doetinchem Toeschouwers: 5.000 Scheidsrechter: Maarten Ketting |
| 30 oktober 2012 18:45 |               | 21' Joey Suk 37' Quincy Promes 43' Khalid Karami |                 | Stadion: De Vijverberg, Doetinchem Toeschouwers: 5.000 Scheidsrechter: Maarten Ketting |
| 30 oktober 2012 18:45 |               |                                                  |                 | Stadion: De Vijverberg, Doetinchem Toeschouwers: 5.000 Scheidsrechter: Maarten Ketting |
| 30 oktober 2012 18:45 |               |                                                  |                 | Stadion: De Vijverberg, Doetinchem Toeschouwers: 5.000 Scheidsrechter: Maarten Ketting |
|                       |               |                                                  |                 |                                                                                        |

|                       |                      |               |              |                                                                                 |
| 30 oktober 2012 20:45 | FC Groningen         | 1 – 0 (1 – 0) | ADO Den Haag | Stadion: Euroborg, Groningen Toeschouwers: 14.208 Scheidsrechter: Björn Kuipers |
| 30 oktober 2012 20:45 | Michael de Leeuw 33' |               |              | Stadion: Euroborg, Groningen Toeschouwers: 14.208 Scheidsrechter: Björn Kuipers |
| 30 oktober 2012 20:45 |                      |               |              | Stadion: Euroborg, Groningen Toeschouwers: 14.208 Scheidsrechter: Björn Kuipers |
| 30 oktober 2012 20:45 |                      |               |              | Stadion: Euroborg, Groningen Toeschouwers: 14.208 Scheidsrechter: Björn Kuipers |
|                       |                      |               |              |                                                                                 |

|                       |                  |                         |          |                                                                                               |
| 30 oktober 2012 20:00 | Rijnsburgse Boys | 0 – 0 n.v. (7 – 6 pen.) | FC Emmen | Stadion: Sportpark Middelmors, Rijnsburg Toeschouwers: 1.700 Scheidsrechter: Rutger Bekebrede |
| 30 oktober 2012 20:00 |                  |                         |          | Stadion: Sportpark Middelmors, Rijnsburg Toeschouwers: 1.700 Scheidsrechter: Rutger Bekebrede |
| 30 oktober 2012 20:00 |                  |                         |          | Stadion: Sportpark Middelmors, Rijnsburg Toeschouwers: 1.700 Scheidsrechter: Rutger Bekebrede |
| 30 oktober 2012 20:00 |                  |                         |          | Stadion: Sportpark Middelmors, Rijnsburg Toeschouwers: 1.700 Scheidsrechter: Rutger Bekebrede |
|                       |                  |                         |          |                                                                                               |

|                       |                                             |               |                  |                                                                                      |
| 31 oktober 2012 19:00 | Heracles Almelo                             | 2 – 0 (0 – 0) | Sparta Rotterdam | Stadion: Polman Stadion, Almelo Toeschouwers: 7.011 Scheidsrechter: Serdar Gözübüyük |
| 31 oktober 2012 19:00 | Samuel Armenteros 66' Samuel Armenteros 73' |               |                  | Stadion: Polman Stadion, Almelo Toeschouwers: 7.011 Scheidsrechter: Serdar Gözübüyük |
| 31 oktober 2012 19:00 |                                             |               |                  | Stadion: Polman Stadion, Almelo Toeschouwers: 7.011 Scheidsrechter: Serdar Gözübüyük |
| 31 oktober 2012 19:00 |                                             |               |                  | Stadion: Polman Stadion, Almelo Toeschouwers: 7.011 Scheidsrechter: Serdar Gözübüyük |
|                       |                                             |               |                  |                                                                                      |

|                       |                     |                                         |                      |                                                                                     |
| 31 oktober 2012 19:30 | NAC Breda           | 1 – 1 n.v. (1 – 1) (0 – 1) (5 – 3 pen.) | HBS                  | Stadion: Rat Verlegh Stadion, Breda Toeschouwers: 9.100 Scheidsrechter: Ruud Bossen |
| 31 oktober 2012 19:30 | Anthony Lurling 71' |                                         | 37' Sami Aoulad Said | Stadion: Rat Verlegh Stadion, Breda Toeschouwers: 9.100 Scheidsrechter: Ruud Bossen |
| 31 oktober 2012 19:30 |                     |                                         |                      | Stadion: Rat Verlegh Stadion, Breda Toeschouwers: 9.100 Scheidsrechter: Ruud Bossen |
| 31 oktober 2012 19:30 |                     |                                         |                      | Stadion: Rat Verlegh Stadion, Breda Toeschouwers: 9.100 Scheidsrechter: Ruud Bossen |
|                       |                     |                                         |                      |                                                                                     |

|                       |                |                                        |      |                                                                                    |
| 31 oktober 2012 20:45 | ONS/Boso Sneek | 0 – 2 (0 – 0)                          | Ajax | Stadion: Zuidersportpark, Sneek Toeschouwers: 7.500 Scheidsrechter: Pol van Boekel |
| 31 oktober 2012 20:45 |                | 74' Viktor Fischer 88' Stefano Denswil |      | Stadion: Zuidersportpark, Sneek Toeschouwers: 7.500 Scheidsrechter: Pol van Boekel |
| 31 oktober 2012 20:45 |                |                                        |      | Stadion: Zuidersportpark, Sneek Toeschouwers: 7.500 Scheidsrechter: Pol van Boekel |
| 31 oktober 2012 20:45 |                |                                        |      | Stadion: Zuidersportpark, Sneek Toeschouwers: 7.500 Scheidsrechter: Pol van Boekel |
|                       |                |                                        |      |                                                                                    |

|                       |                                                              |               |                  |                                                                                         |
| 31 oktober 2012 19:00 | PSV                                                          | 3 – 1 (1 – 0) | EHC/Heuts        | Stadion: Philips Stadion, Eindhoven Toeschouwers: 22.000 Scheidsrechter: Tom van Sichem |
| 31 oktober 2012 19:00 | Memphis Depay 20' Georginio Wijnaldum 74' Gianluca Maria 90' |               | 84' Ron Starmans | Stadion: Philips Stadion, Eindhoven Toeschouwers: 22.000 Scheidsrechter: Tom van Sichem |
| 31 oktober 2012 19:00 |                                                              |               |                  | Stadion: Philips Stadion, Eindhoven Toeschouwers: 22.000 Scheidsrechter: Tom van Sichem |
| 31 oktober 2012 19:00 |                                                              |               |                  | Stadion: Philips Stadion, Eindhoven Toeschouwers: 22.000 Scheidsrechter: Tom van Sichem |
|                       |                                                              |               |                  |                                                                                         |

|                       |                                    |               |                                                                               |                                                                                           |
| 31 oktober 2012 18:45 | RKC Waalwijk                       | 2 – 4 (2 – 1) | PEC Zwolle                                                                    | Stadion: Mandemakers Stadion, Waalwijk Toeschouwers: 2.348 Scheidsrechter: Jeroen Sanders |
| 31 oktober 2012 18:45 | Teddy Chevalier 8' Mart Lieder 30' |               | 9' Youness Mokhtar 49' Ronnie Reniers 62' Youness Mokhtar 72' Rochdi Achenteh | Stadion: Mandemakers Stadion, Waalwijk Toeschouwers: 2.348 Scheidsrechter: Jeroen Sanders |
| 31 oktober 2012 18:45 |                                    |               |                                                                               | Stadion: Mandemakers Stadion, Waalwijk Toeschouwers: 2.348 Scheidsrechter: Jeroen Sanders |
| 31 oktober 2012 18:45 |                                    |               |                                                                               | Stadion: Mandemakers Stadion, Waalwijk Toeschouwers: 2.348 Scheidsrechter: Jeroen Sanders |
|                       |                                    |               |                                                                               |                                                                                           |

|                       |                                                                       |               |           |                                                                              |
| 31 oktober 2012 20:00 | Vitesse                                                               | 4 – 0 (2 – 0) | Staphorst | Stadion: GelreDome, Arnhem Toeschouwers: 7.720 Scheidsrechter: Dennis Higler |
| 31 oktober 2012 20:00 | Wilfried Bony 2' Wilfried Bony 37' Jonathan Reis 75' Davy Pröpper 85' |               |           | Stadion: GelreDome, Arnhem Toeschouwers: 7.720 Scheidsrechter: Dennis Higler |
| 31 oktober 2012 20:00 |                                                                       |               |           | Stadion: GelreDome, Arnhem Toeschouwers: 7.720 Scheidsrechter: Dennis Higler |
| 31 oktober 2012 20:00 |                                                                       |               |           | Stadion: GelreDome, Arnhem Toeschouwers: 7.720 Scheidsrechter: Dennis Higler |
|                       |                                                                       |               |           |                                                                              |

|                       |                 |               |           |                                                                                             |
| 1 november 2012 19:00 | sc Heerenveen   | 1 – 0 (0 – 0) | Hollandia | Stadion: Abe Lenstra Stadion, Heerenveen Toeschouwers: 6.350 Scheidsrechter: Danny Makkelie |
| 1 november 2012 19:00 | Ramon Zomer 68' |               |           | Stadion: Abe Lenstra Stadion, Heerenveen Toeschouwers: 6.350 Scheidsrechter: Danny Makkelie |
| 1 november 2012 19:00 |                 |               |           | Stadion: Abe Lenstra Stadion, Heerenveen Toeschouwers: 6.350 Scheidsrechter: Danny Makkelie |
| 1 november 2012 19:00 |                 |               |           | Stadion: Abe Lenstra Stadion, Heerenveen Toeschouwers: 6.350 Scheidsrechter: Danny Makkelie |
|                       |                 |               |           |                                                                                             |

|                       |                             |               |                                                                                            |                                                                                             |
| 1 november 2012 20:00 | SWZ/Boso Sneek              | 1 – 4 (0 – 1) | AZ                                                                                         | Stadion: Sportpark VV Sneek Wit Zwart, Sneek Toeschouwers: 4.500 Scheidsrechter: Ed Janssen |
| 1 november 2012 20:00 | Mark Homme van der Veen 52' |               | 3' Jóhann Berg Guðmundsson 47' Jóhann Berg Guðmundsson 53' Jozy Altidore 60' Jozy Altidore | Stadion: Sportpark VV Sneek Wit Zwart, Sneek Toeschouwers: 4.500 Scheidsrechter: Ed Janssen |
| 1 november 2012 20:00 |                             |               |                                                                                            | Stadion: Sportpark VV Sneek Wit Zwart, Sneek Toeschouwers: 4.500 Scheidsrechter: Ed Janssen |
| 1 november 2012 20:00 |                             |               |                                                                                            | Stadion: Sportpark VV Sneek Wit Zwart, Sneek Toeschouwers: 4.500 Scheidsrechter: Ed Janssen |
|                       |                             |               |                                                                                            |                                                                                             |

|                       |                                                                |               |                                  |                                                                                              |
| 1 november 2012 18:45 | FC Twente                                                      | 1 – 2 (1 – 1) | FC Den Bosch                     | Stadion: De Grolsch Veste, Enschede Toeschouwers: 21.000 Scheidsrechter: Reinold Wiedemeijer |
| 1 november 2012 18:45 | Denny Landzaat (pen) 16' Dedryck Boyata 23' Luc Castaignos 89' |               | 38' Joey Brock 62' Tom van Weert | Stadion: De Grolsch Veste, Enschede Toeschouwers: 21.000 Scheidsrechter: Reinold Wiedemeijer |
| 1 november 2012 18:45 |                                                                |               |                                  | Stadion: De Grolsch Veste, Enschede Toeschouwers: 21.000 Scheidsrechter: Reinold Wiedemeijer |
| 1 november 2012 18:45 |                                                                |               |                                  | Stadion: De Grolsch Veste, Enschede Toeschouwers: 21.000 Scheidsrechter: Reinold Wiedemeijer |
|                       |                                                                |               |                                  |                                                                                              |

|                       |           |                                                                                    |           |                                                                                     |
| 1 november 2012 20:45 | XerxesDZB | 0 – 4 (0 – 0)                                                                      | Feyenoord | Stadion: Het Kasteel, Rotterdam Toeschouwers: 8.500 Scheidsrechter: Jochem Kamphuis |
| 1 november 2012 20:45 |           | 60' (e.d.) Anthony Bentem 69' Terence Kongolo 72' Ruud Vormer 85' (pen) Lex Immers |           | Stadion: Het Kasteel, Rotterdam Toeschouwers: 8.500 Scheidsrechter: Jochem Kamphuis |
| 1 november 2012 20:45 |           |                                                                                    |           | Stadion: Het Kasteel, Rotterdam Toeschouwers: 8.500 Scheidsrechter: Jochem Kamphuis |
| 1 november 2012 20:45 |           |                                                                                    |           | Stadion: Het Kasteel, Rotterdam Toeschouwers: 8.500 Scheidsrechter: Jochem Kamphuis |
|                       |           |                                                                                    |           |                                                                                     |

### Achtste finales
De wedstrijden van de achtste finales werden gespeeld op 18, 19 en 20 december 2012. De loting werd op 1 november verricht door Willem van Hanegem.
|                        |                                    |               |            |                                                                                     |
| 18 december 2012 20:00 | FC Den Bosch                       | 1 – 0 (1 – 0) | SC Cambuur | Stadion: De Vliert, 's-Hertogenbosch Toeschouwers: 2.239 Scheidsrechter: Ed Janssen |
| 18 december 2012 20:00 | Tom van Weert 36' Tim Hofstede 67' |               |            | Stadion: De Vliert, 's-Hertogenbosch Toeschouwers: 2.239 Scheidsrechter: Ed Janssen |
| 18 december 2012 20:00 |                                    |               |            | Stadion: De Vliert, 's-Hertogenbosch Toeschouwers: 2.239 Scheidsrechter: Ed Janssen |
| 18 december 2012 20:00 |                                    |               |            | Stadion: De Vliert, 's-Hertogenbosch Toeschouwers: 2.239 Scheidsrechter: Ed Janssen |
|                        |                                    |               |            |                                                                                     |

|                        |                                            |               |                                                                      |                                                                                          |
| 18 december 2012 18:45 | FC Dordrecht                               | 2 – 4 (0 – 3) | AZ                                                                   | Stadion: GN Bouw Stadion, Dordrecht Toeschouwers: 3.156 Scheidsrechter: Serdar Gözübüyük |
| 18 december 2012 18:45 | Moussa Kalisse 62' Lars Veldwijk (pen) 82' |               | 17' Dirk Marcellis 25' Jozy Altidore 29' Viktor Elm 90' Ruud Boymans | Stadion: GN Bouw Stadion, Dordrecht Toeschouwers: 3.156 Scheidsrechter: Serdar Gözübüyük |
| 18 december 2012 18:45 |                                            |               |                                                                      | Stadion: GN Bouw Stadion, Dordrecht Toeschouwers: 3.156 Scheidsrechter: Serdar Gözübüyük |
| 18 december 2012 18:45 |                                            |               |                                                                      | Stadion: GN Bouw Stadion, Dordrecht Toeschouwers: 3.156 Scheidsrechter: Serdar Gözübüyük |
|                        |                                            |               |                                                                      |                                                                                          |

|                        |                  |                                                                        |     |                                                                                               |
| 18 december 2012 20:45 | Rijnsburgse Boys | 0 – 4 (0 – 3)                                                          | PSV | Stadion: Sportpark Middelmors, Rijnsburg Toeschouwers: 2.800 Scheidsrechter: Richard Liesveld |
| 18 december 2012 20:45 |                  | 4' Stanislav Manolev 22' Tim Matavž 26' Tim Matavž 64' Kevin Strootman |     | Stadion: Sportpark Middelmors, Rijnsburg Toeschouwers: 2.800 Scheidsrechter: Richard Liesveld |
| 18 december 2012 20:45 |                  |                                                                        |     | Stadion: Sportpark Middelmors, Rijnsburg Toeschouwers: 2.800 Scheidsrechter: Richard Liesveld |
| 18 december 2012 20:45 |                  |                                                                        |     | Stadion: Sportpark Middelmors, Rijnsburg Toeschouwers: 2.800 Scheidsrechter: Richard Liesveld |
|                        |                  |                                                                        |     |                                                                                               |

|                        |                                    |                            |                                                      |                                                                                    |
| 19 december 2012 19:45 | Go Ahead Eagles                    | 2 – 3 n.v. (1 – 1) (0 – 0) | PEC Zwolle                                           | Stadion: De Adelaarshorst, Deventer Toeschouwers: 6.023 Scheidsrechter: Kevin Blom |
| 19 december 2012 19:45 | Xander Houtkoop 62' Cas Peters 97' |                            | 55' Youness Mokhtar 96' Fred Benson 118' Fred Benson | Stadion: De Adelaarshorst, Deventer Toeschouwers: 6.023 Scheidsrechter: Kevin Blom |
| 19 december 2012 19:45 |                                    |                            |                                                      | Stadion: De Adelaarshorst, Deventer Toeschouwers: 6.023 Scheidsrechter: Kevin Blom |
| 19 december 2012 19:45 |                                    |                            |                                                      | Stadion: De Adelaarshorst, Deventer Toeschouwers: 6.023 Scheidsrechter: Kevin Blom |
|                        |                                    |                            |                                                      |                                                                                    |

|                        |                                          |                                         |                                   |                                                                                           |
| 19 december 2012 20:45 | sc Heerenveen                            | 2 – 2 n.v. (2 – 2) (0 – 1) (6 – 7 pen.) | Feyenoord                         | Stadion: Abe Lenstra Stadion, Heerenveen Toeschouwers: 18.800 Scheidsrechter: Bas Nijhuis |
| 19 december 2012 20:45 | Jeffrey Gouweleeuw 55' Filip Đuričić 90' |                                         | 28' Graziano Pellè 66' Lex Immers | Stadion: Abe Lenstra Stadion, Heerenveen Toeschouwers: 18.800 Scheidsrechter: Bas Nijhuis |
| 19 december 2012 20:45 |                                          |                                         |                                   | Stadion: Abe Lenstra Stadion, Heerenveen Toeschouwers: 18.800 Scheidsrechter: Bas Nijhuis |
| 19 december 2012 20:45 |                                          |                                         |                                   | Stadion: Abe Lenstra Stadion, Heerenveen Toeschouwers: 18.800 Scheidsrechter: Bas Nijhuis |
|                        |                                          |                                         |                                   |                                                                                           |

|                        |                 |               |                                                                          |                                                                                     |
| 19 december 2012 18:45 | NAC Breda       | 1 – 3 (1 – 1) | Heracles Almelo                                                          | Stadion: Rat Verlegh Stadion, Breda Toeschouwers: 6.500 Scheidsrechter: Pieter Vink |
| 19 december 2012 18:45 | Alex Schalk 16' |               | 32' Geoffrey Castillion 83' Samuel Armenteros 88' Everton Ramos da Silva | Stadion: Rat Verlegh Stadion, Breda Toeschouwers: 6.500 Scheidsrechter: Pieter Vink |
| 19 december 2012 18:45 |                 |               |                                                                          | Stadion: Rat Verlegh Stadion, Breda Toeschouwers: 6.500 Scheidsrechter: Pieter Vink |
| 19 december 2012 18:45 |                 |               |                                                                          | Stadion: Rat Verlegh Stadion, Breda Toeschouwers: 6.500 Scheidsrechter: Pieter Vink |
|                        |                 |               |                                                                          |                                                                                     |

|                        | |                |                |                                                                               |
| 19 december 2012 20:00 | Vitesse | 10 – 1 (2 – 0) | ADO '20        | Stadion: GelreDome, Arnhem Toeschouwers: 6.284 Scheidsrechter: Tom van Sichem |
| 19 december 2012 20:00 | Theo Janssen 3' Marco van Ginkel 14' Wilfried Bony 54' Wilfried Bony 60' Renato Ibarra 64' Davy Pröpper 65' Nicky Hofs 80' Renato Ibarra 81' Mike Havenaar 84' Nicky Hofs 87' |                | 75' Clive Keus | Stadion: GelreDome, Arnhem Toeschouwers: 6.284 Scheidsrechter: Tom van Sichem |
| 19 december 2012 20:00 | |                |                | Stadion: GelreDome, Arnhem Toeschouwers: 6.284 Scheidsrechter: Tom van Sichem |
| 19 december 2012 20:00 | |                |                | Stadion: GelreDome, Arnhem Toeschouwers: 6.284 Scheidsrechter: Tom van Sichem |
|                        | |                |                |                                                                               |

|                        |              |                                                           |      |                                                                                       |
| 20 december 2012 20:00 | FC Groningen | 0 – 3 (0 – 1)                                             | Ajax | Stadion: Euroborg, Groningen Toeschouwers: 21.994 Scheidsrechter: Reinold Wiedemeijer |
| 20 december 2012 20:00 |              | 25' Siem de Jong 49' Christian Eriksen 60' Viktor Fischer |      | Stadion: Euroborg, Groningen Toeschouwers: 21.994 Scheidsrechter: Reinold Wiedemeijer |
| 20 december 2012 20:00 |              |                                                           |      | Stadion: Euroborg, Groningen Toeschouwers: 21.994 Scheidsrechter: Reinold Wiedemeijer |
| 20 december 2012 20:00 |              |                                                           |      | Stadion: Euroborg, Groningen Toeschouwers: 21.994 Scheidsrechter: Reinold Wiedemeijer |
|                        |              |                                                           |      |                                                                                       |

### Kwartfinales
De wedstrijden van de kwartfinales werden gespeeld op 29, 30 en 31 januari 2013. De loting werd verricht door Ajax' financieel directeur Jeroen Slop.
|                       |                                  |               |                                                                                                 | |
| 29 januari 2013 20:00 | FC Den Bosch                     | 0 – 5 (0 – 4) | AZ                                                                                              | Stadion: Stadion De Vliert, 's-Hertogenbosch Toeschouwers: 4.378 Scheidsrechter: Reinold Wiedemeijer |
| 29 januari 2013 20:00 | Jelle de Bock 38' Joey Brock 51' |               | 5' Viktor Elm 23' Jóhann Berg Guðmundsson 35' Adam Maher 39' (pen) Jozy Altidore 60' Adam Maher | Stadion: Stadion De Vliert, 's-Hertogenbosch Toeschouwers: 4.378 Scheidsrechter: Reinold Wiedemeijer |
| 29 januari 2013 20:00 |                                  |               |                                                                                                 | Stadion: Stadion De Vliert, 's-Hertogenbosch Toeschouwers: 4.378 Scheidsrechter: Reinold Wiedemeijer |
| 29 januari 2013 20:00 |                                  |               |                                                                                                 | Stadion: Stadion De Vliert, 's-Hertogenbosch Toeschouwers: 4.378 Scheidsrechter: Reinold Wiedemeijer |
|                       |                                  |               |                                                                                                 | |

|                       |                                                |               |                                               |                                                                                     |
| 30 januari 2013 18:45 | PEC Zwolle                                     | 3 – 2 (2 – 1) | Heracles Almelo                               | Stadion: IJsseldeltastadion, Zwolle Toeschouwers: 7.100 Scheidsrechter: Ruud Bossen |
| 30 januari 2013 18:45 | Arne Slot 16' Fred Benson 44' Jesper Drost 58' |               | 9' Marko Vejinović 65' Everton Ramos da Silva | Stadion: IJsseldeltastadion, Zwolle Toeschouwers: 7.100 Scheidsrechter: Ruud Bossen |
| 30 januari 2013 18:45 |                                                |               |                                               | Stadion: IJsseldeltastadion, Zwolle Toeschouwers: 7.100 Scheidsrechter: Ruud Bossen |
| 30 januari 2013 18:45 |                                                |               |                                               | Stadion: IJsseldeltastadion, Zwolle Toeschouwers: 7.100 Scheidsrechter: Ruud Bossen |
|                       |                                                |               |                                               |                                                                                     |

|                       |                                       |               |                    |                                                                                     |
| 30 januari 2013 20:45 | PSV                                   | 2 – 1 (1 – 1) | Feyenoord          | Stadion: Philips Stadion, Eindhoven Toeschouwers: 15.000 Scheidsrechter: Kevin Blom |
| 30 januari 2013 20:45 | Dries Mertens 20' Mark van Bommel 78' |               | 29' Graziano Pellè | Stadion: Philips Stadion, Eindhoven Toeschouwers: 15.000 Scheidsrechter: Kevin Blom |
| 30 januari 2013 20:45 |                                       |               |                    | Stadion: Philips Stadion, Eindhoven Toeschouwers: 15.000 Scheidsrechter: Kevin Blom |
| 30 januari 2013 20:45 |                                       |               |                    | Stadion: Philips Stadion, Eindhoven Toeschouwers: 15.000 Scheidsrechter: Kevin Blom |
|                       |                                       |               |                    |                                                                                     |

|                       |         |                                                                                  |      |                                                                                    |
| 31 januari 2013 20:45 | Vitesse | 0 – 4 (0 – 1)                                                                    | Ajax | Stadion: Univé Stadion, Emmen Toeschouwers: 2.300 Scheidsrechter: Richard Liesveld |
| 31 januari 2013 20:45 |         | 7' Danny Hoesen 59' Lasse Schöne 81' Kolbeinn Sigþórsson 86' Kolbeinn Sigþórsson |      | Stadion: Univé Stadion, Emmen Toeschouwers: 2.300 Scheidsrechter: Richard Liesveld |
| 31 januari 2013 20:45 |         |                                                                                  |      | Stadion: Univé Stadion, Emmen Toeschouwers: 2.300 Scheidsrechter: Richard Liesveld |
| 31 januari 2013 20:45 |         |                                                                                  |      | Stadion: Univé Stadion, Emmen Toeschouwers: 2.300 Scheidsrechter: Richard Liesveld |
|                       |         |                                                                                  |      |                                                                                    |

### Halve finales
De wedstrijden van de halve finales werden gespeeld op 27 februari 2013. De loting werd verricht door Edwin van der Sar. De winnaar van de wedstrijd tussen Ajax en AZ werd als 'thuisspelende' club bij de finale in De Kuip benoemd.
|                        |      |               |                                                                 |                                                                                     |
| 27 februari 2013 20:45 | Ajax | 0 – 3 (0 – 0) | AZ                                                              | Stadion: Amsterdam ArenA, Amsterdam Toeschouwers: 35.463 Scheidsrechter: Kevin Blom |
| 27 februari 2013 20:45 |      | Verslag       | 74' Jozy Altidore 88' Jóhann Berg Guðmundsson 90' Jozy Altidore | Stadion: Amsterdam ArenA, Amsterdam Toeschouwers: 35.463 Scheidsrechter: Kevin Blom |
| 27 februari 2013 20:45 |      |               |                                                                 | Stadion: Amsterdam ArenA, Amsterdam Toeschouwers: 35.463 Scheidsrechter: Kevin Blom |
| 27 februari 2013 20:45 |      |               |                                                                 | Stadion: Amsterdam ArenA, Amsterdam Toeschouwers: 35.463 Scheidsrechter: Kevin Blom |
|                        |      |               |                                                                 |                                                                                     |

|                        |            |               |                                                          |                                                                                      |
| 27 februari 2013 18:45 | PEC Zwolle | 0 – 3 (0 – 2) | PSV                                                      | Stadion: IJsseldeltastadion, Zwolle Toeschouwers: 11.324 Scheidsrechter: Ruud Bossen |
| 27 februari 2013 18:45 |            | Verslag       | 16' Jürgen Locadia 34' Jürgen Locadia 85' Jürgen Locadia | Stadion: IJsseldeltastadion, Zwolle Toeschouwers: 11.324 Scheidsrechter: Ruud Bossen |
| 27 februari 2013 18:45 |            |               |                                                          | Stadion: IJsseldeltastadion, Zwolle Toeschouwers: 11.324 Scheidsrechter: Ruud Bossen |
| 27 februari 2013 18:45 |            |               |                                                          | Stadion: IJsseldeltastadion, Zwolle Toeschouwers: 11.324 Scheidsrechter: Ruud Bossen |
|                        |            |               |                                                          |                                                                                      |

### Finale
|                                    |                                  |               |                    |                                                                       |
| 9 mei 2013 18:00 Finale KNVB Beker | AZ                               | 2 – 1 (2 – 1) | PSV                | De Kuip, Rotterdam Toeschouwers: 50.000 Scheidsrechter: Björn Kuipers |
| 9 mei 2013 18:00 Finale KNVB Beker | Adam Maher 12' Jozy Altidore 14' |               | 31' Jürgen Locadia | De Kuip, Rotterdam Toeschouwers: 50.000 Scheidsrechter: Björn Kuipers |

| AZ | PSV |

| AZ:             |    |                         |         |
|                 |    |                         |         |
| GK              | 1  | Esteban Alvarado        |         |
| RB              | 3  | Dirk Marcellis          | 67'     |
| CB              | 6  | Etiënne Reijnen         |         |
| CB              | 4  | Nick Viergever          |         |
| LB              | 32 | Giliano Wijnaldum       | 54'     |
| CM              | 19 | Markus Henriksen        |         |
| CM              | 8  | Adam Maher              |         |
| CM              | 12 | Viktor Elm              |         |
| RW              | 23 | Roy Beerens             |         |
| CF              | 17 | Jozy Altidore           | 60' 88' |
| LW              | 7  | Jóhann Berg Guðmundsson | 74'     |
| Wisselspelers:  |    |                         |         |
| GK              | 16 | Yves De Winter          |         |
| DF              | 2  | Mattias Johansson       | 67'     |
| MF              | 5  | Donny Gorter            |         |
| MF              | 10 | Willie Overtoom         |         |
| MF              | 26 | Celso Ortíz             |         |
| FW              | 20 | Aron Jóhannsson         | 88'     |
| FW              | 22 | Steven Berghuis         | 74'     |
| Coach:          |    |                         |         |
| Gertjan Verbeek |    |                         |         |

| PSV:           |    |                              |     |
|                |    |                              |     |
| GK             | 21 | Boy Waterman                 |     |
| RB             | 13 | Atiba Hutchinson             |     |
| CB             | 4  | Marcelo Antônio Guedes Filho |     |
| CB             | 3  | Wilfred Bouma                | 79' |
| LB             | 15 | Jetro Willems                |     |
| CM             | 6  | Mark van Bommel              |     |
| CM             | 7  | Ola Toivonen                 | 68' |
| CM             | 8  | Kevin Strootman              |     |
| RW             | 11 | Jeremain Lens                |     |
| CF             | 19 | Jürgen Locadia               |     |
| LW             | 14 | Dries Mertens                | 85' |
| Wisselspelers: |    |                              |     |
| GK             | 1  | Przemysław Tytoń             |     |
| DF             | 5  | Erik Pieters                 |     |
| DF             | 18 | Timothy Derijck              |     |
| MF             | 10 | Georginio Wijnaldum          | 68' |
| MF             | 27 | Oscar Hiljemark              |     |
| FW             | 9  | Tim Matavž                   | 79' |
| FW             | 22 | Memphis Depay                | 85' |
| Coach:         |    |                              |     |
| Dick Advocaat  |    |                              |     |

| KNVB Beker 2012/13 |
| ------------------ |
| AZ 4de titel       |

## Topscorers
| Pos.             | Speler                  | Club             | Goals |
| ---------------- | ----------------------- | ---------------- | ----- |
| 1                | Jozy Altidore           | AZ               | 8     |
| 2                | Viktor Elm              | AZ               | 5     |
| 2                | Jürgen Locadia          | PSV              | 5     |
| 4                | Benny Kleine            | ADO '20          | 4     |
| 4                | Jóhann Berg Guðmundsson | AZ               | 4     |
| 4                | Alfreð Finnbogason      | sc Heerenveen    | 4     |
| 4                | Samuel Armenteros       | Heracles Almelo  | 4     |
| 4                | Wilfried Bony           | Vitesse          | 4     |
| 4                | Fred Benson             | PEC Zwolle       | 4     |
| 10               | Ivo Rigter              | Achilles '29     | 3     |
| 10               | Adam Maher              | AZ               | 3     |
| 10               | Peter de Lange          | Capelle          | 3     |
| 10               | Lars Veldwijk           | FC Dordrecht     | 3     |
| 10               | Lex Immers              | Feyenoord        | 3     |
| 10               | Joey Suk                | Go Ahead Eagles  | 3     |
| 10               | Everton Ramos da Silva  | Heracles Almelo  | 3     |
| 10               | Sjoerd van der Waal     | Kozakken Boys    | 3     |
| 10               | Kees Pier Tol           | Noordwijk        | 3     |
| 10               | Teddy Chevalier         | RKC Waalwijk     | 3     |
| 10               | Sandor van der Heide    | ONS Sneek        | 3     |
| 10               | Rob Mijnheer            | Staphorst        | 3     |
| 10               | Kevin Vermeulen         | XerxesDZB        | 3     |
| 10               | Youness Mokhtar         | PEC Zwolle       | 3     |
| 24               | 43 spelers              | 43 spelers       | 2     |
| 67               | 170 spelers             | 170 spelers      | 1     |
| Eigen doelpunten | Eigen doelpunten        | Eigen doelpunten | 4     |
| Totaal:          | Totaal:                 | Totaal:          | 344   |
| Wedstrijden:     | Wedstrijden:            | Wedstrijden:     | 91    |
| Gemiddelde:      | Gemiddelde:             | Gemiddelde:      | 3,8   |

## Deelnemers per ronde
Het aantal deelnemers per divisie per ronde is:
| Deelnemerscategorie | Ronde 1  | Ronde 2  | Ronde 3  | Achtste finale | Kwartfinale | Halve finale | Finale   | Winnaar  |
| ------------------- | -------- | -------- | -------- | -------------- | ----------- | ------------ | -------- | -------- |
| Eredivisie          | (bye)    | 18 (28%) | 13 (41%) | 10 (63%)       | 7 (87%)     | 4 (100%)     | 2 (100%) | 1 (100%) |
| Eerste divisie      | (bye)    | 18 (28%) | 09 (28%) | 04 (25%)       | 1 (13%)     | 0 (00%)      | 0 (00%)  | 0 (00%)  |
| Topklasse           | 32 (57%) | 17 (27%) | 06 (19%) | 02 (13%)       | 0 (00%)     | 0 (00%)      | 0 (00%)  | 0 (00%)  |
| Hoofdklasse         | 19 (34%) | 10 (16%) | 04 (13%) | 00 (00%)       | 00 (00%)    | 00 (00%)     | 00 (00%) | 00 (00%) |
| Eerste klasse       | 00 (00%) | 00 (00%) | 00 (00%) | 00 (00%)       | 00 (00%)    | 00 (00%)     | 00 (00%) | 00 (00%) |
| Tweede klasse       | 04 (07%) | 01 (02%) | 00 (00%) | 00 (00%)       | 00 (00%)    | 00 (00%)     | 00 (00%) | 00 (00%) |
| Derde klasse        | 01 (02%) | 00 (00%) | 00 (00%) | 00 (00%)       | 00 (00%)    | 00 (00%)     | 00 (00%) | 00 (00%) |
| Totaal              | 56       | 64       | 32       | 16             | 8           | 4            | 2        | 1        |